# Saint-Jacques-de-la-Lande
Pour les articles homonymes, voir Saint-Jacques.
Cet article possède un paronyme, voir Jacques Delalande.
Saint-Jacques-de-la-Lande est une commune française située dans le département d'Ille-et-Vilaine, en région Bretagne.
Elle fait partie de Rennes Métropole et avec 13 593 habitants en 2022, elle est la 4e ville la plus peuplée de l'agglomération, la 7e d'Ille-et-Vilaine et la 26e de Bretagne.
Ses habitants s'appellent les Jacquolandins.

## Géographie

### Localisation et communes limitrophes
Saint-Jacques-de-la-Lande se situe au centre de l'Ille-et-Vilaine, au sud-ouest de Rennes. Elle fait partie de Rennes Métropole.
| Le Rheu  | Rennes                    |                            |
|          | Saint-Jacques-de-la-Lande | Noyal-Châtillon-sur-Seiche |
| Chavagne | Bruz                      | Chartres-de-Bretagne       |

### Relief et hydrographie
Faisant partie du Bassin de Rennes, le relief de la commune est plat, compris entre 39 mètres et 25 mètres d'altitude, donc avec un dénivelé de seulement 14 mètres ; les points les plus hauts se trouvent dans la partie orientale du finage communal (dans la zone d'activité de Mivoie), le point le plus bas dans la vallée de la Vilaine à l'endroit où ce fleuve côtier quitte le territoire communal (Moulin de Champcors). Cette platitude a facilité l'installation de l'aéroport.

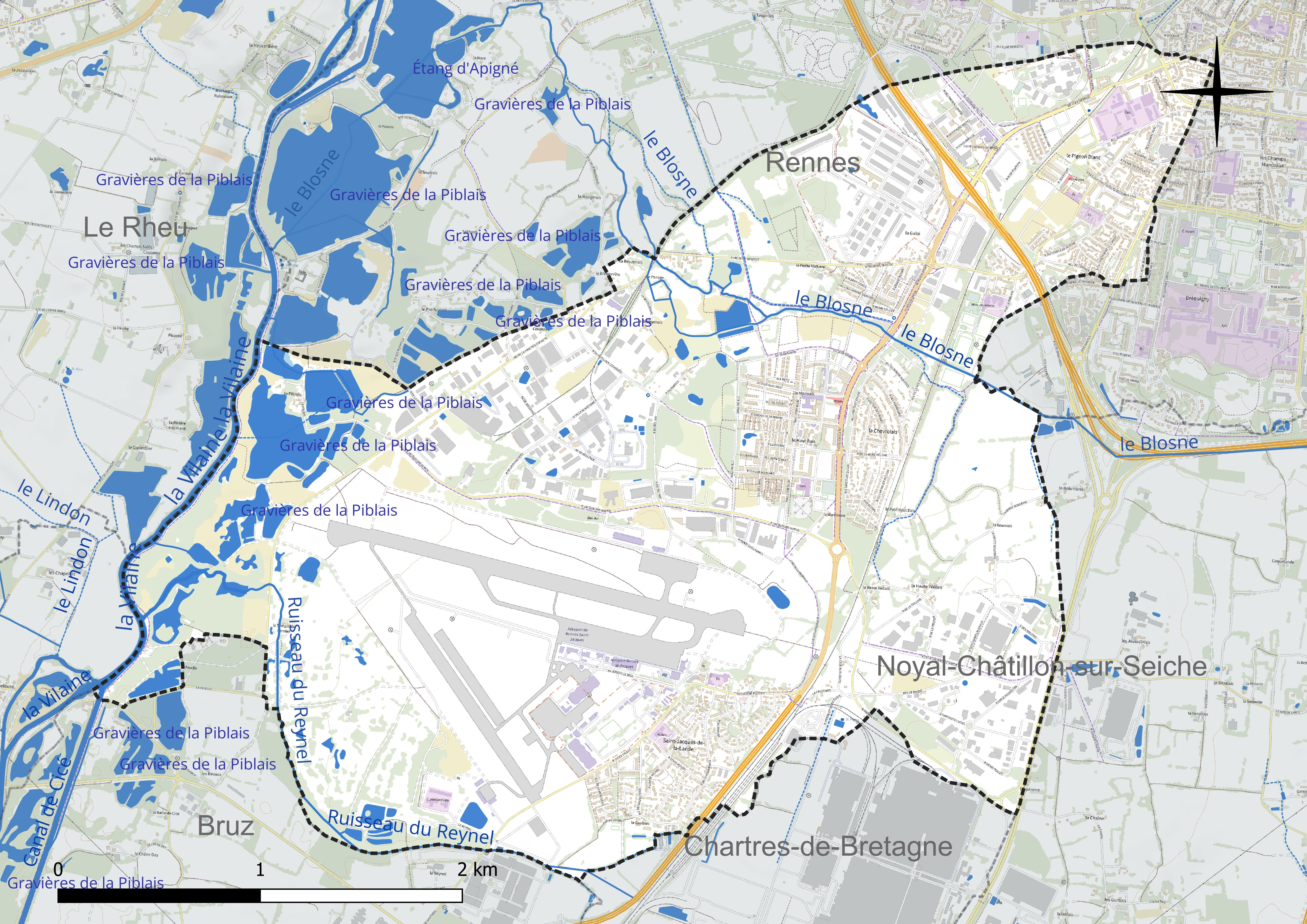
Le réseau hydrographique de Saint-Jacques-de-la-Lande.

Saint-Jacques-de-la-Lande est traversée par la Vilaine et deux de ses affluents de rive gauche, le Blosne et le Renel.

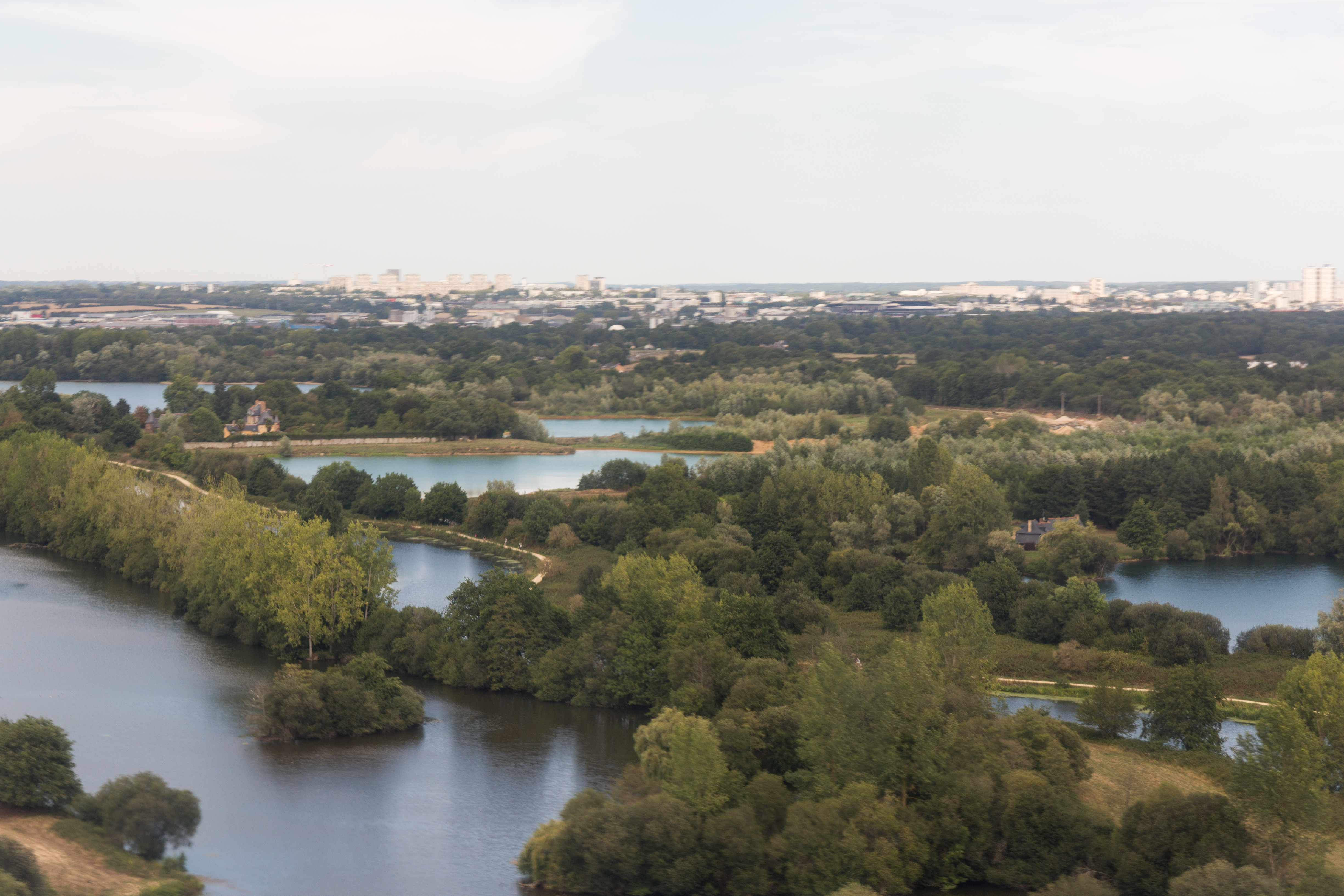
Vue aérienne de l'étang des Couardières (au bord de la Vilaine).
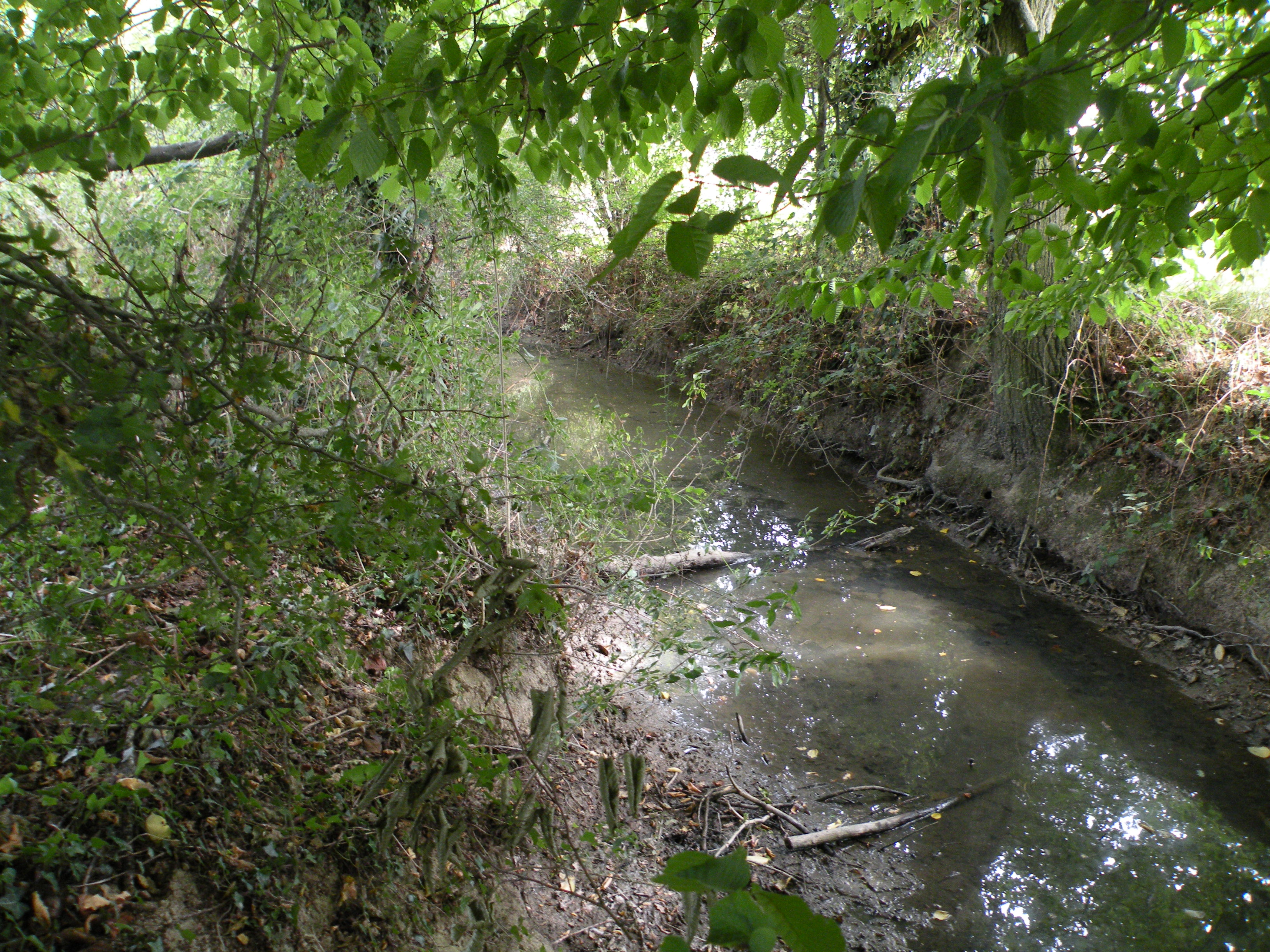
Le Blosne à Saint-Jacques-de-la-Lande.

Le sous-sol de la commune de Saint-Jacques-de-la-Lande est composé de schistes pourpres (datant du briovérien) et de grès verdâtres. Des carrières de graviers et de sables rouges (coloration due aux oxydes de fer) ont été exploitées dans la partie sud-ouest de la commune entre les années 1950 et les années 1970, servant notamment à la construction de nombreux bâtiments de Rennes.
Ces gravières désormais fermées ont donné naissance aux nombreux étangs qui parsèment le lit majeur de la Vilaine.
Une partie de la commune est classée en zone inondable (la zone située à l'ouest de la D 434 d'une part et la vallée du Blosne d'autre part).

### Transports

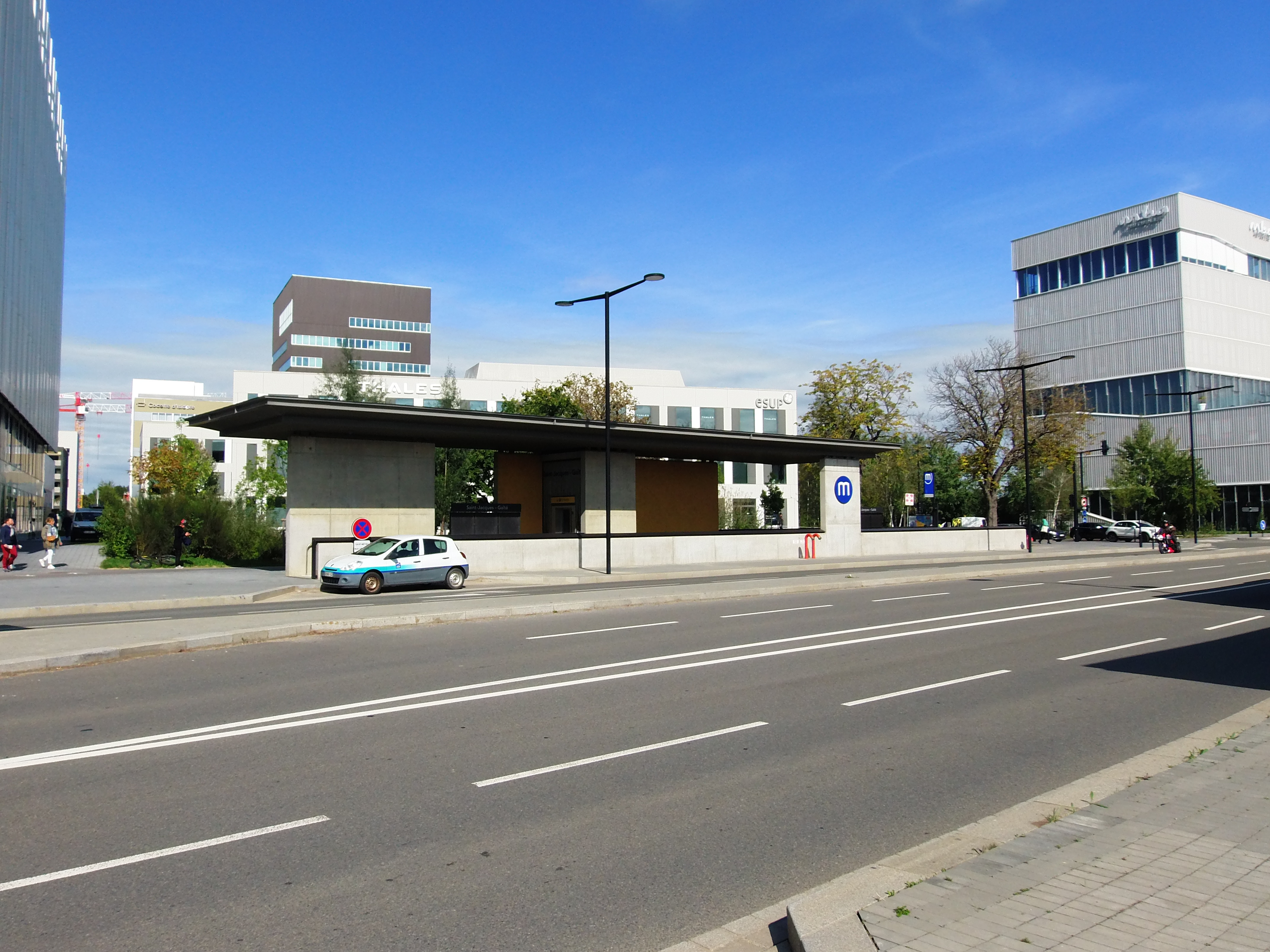
La station de métro "Gaîté".

La commune est desservie par les bus du service des transports en commun de l'agglomération rennaise (STAR) de Rennes Métropole, ainsi que par la ligne b du métro rennais, via les stations Saint-Jacques - Gaîté, terminus de la ligne, et La Courrouze.
Le quartier de la Morinais est desservi par les lignes C6, C7, 13 et 37. Celui de la Gautrais est desservi par les lignes C6 et 13 et enfin la rue de Nantes est desservie par les lignes C5 et 13.
La gare de Saint-Jacques-de-la-Lande est desservie par le TER Bretagne de la ligne de Rennes à Redon.

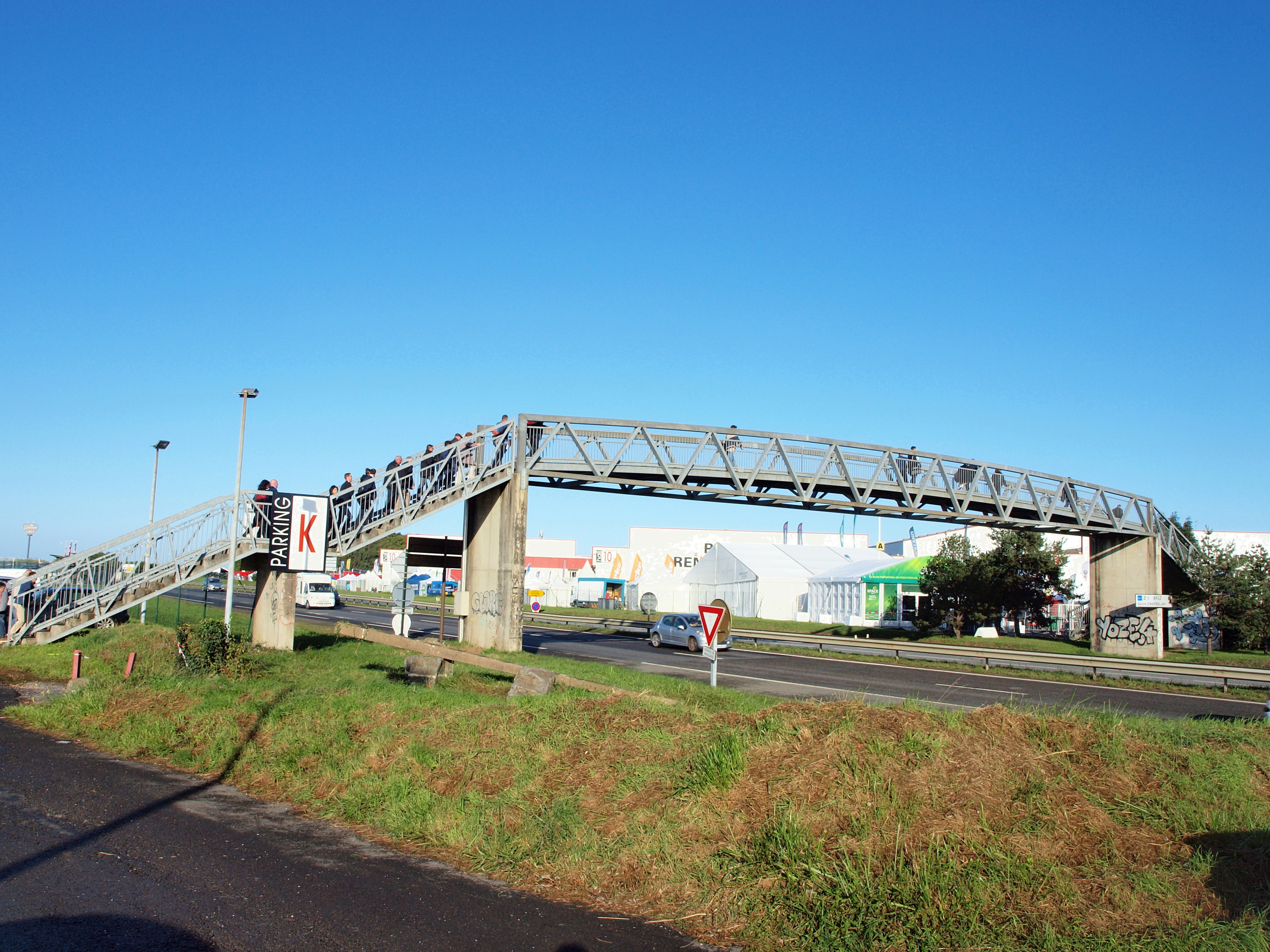
La passerelle sur la D 177.
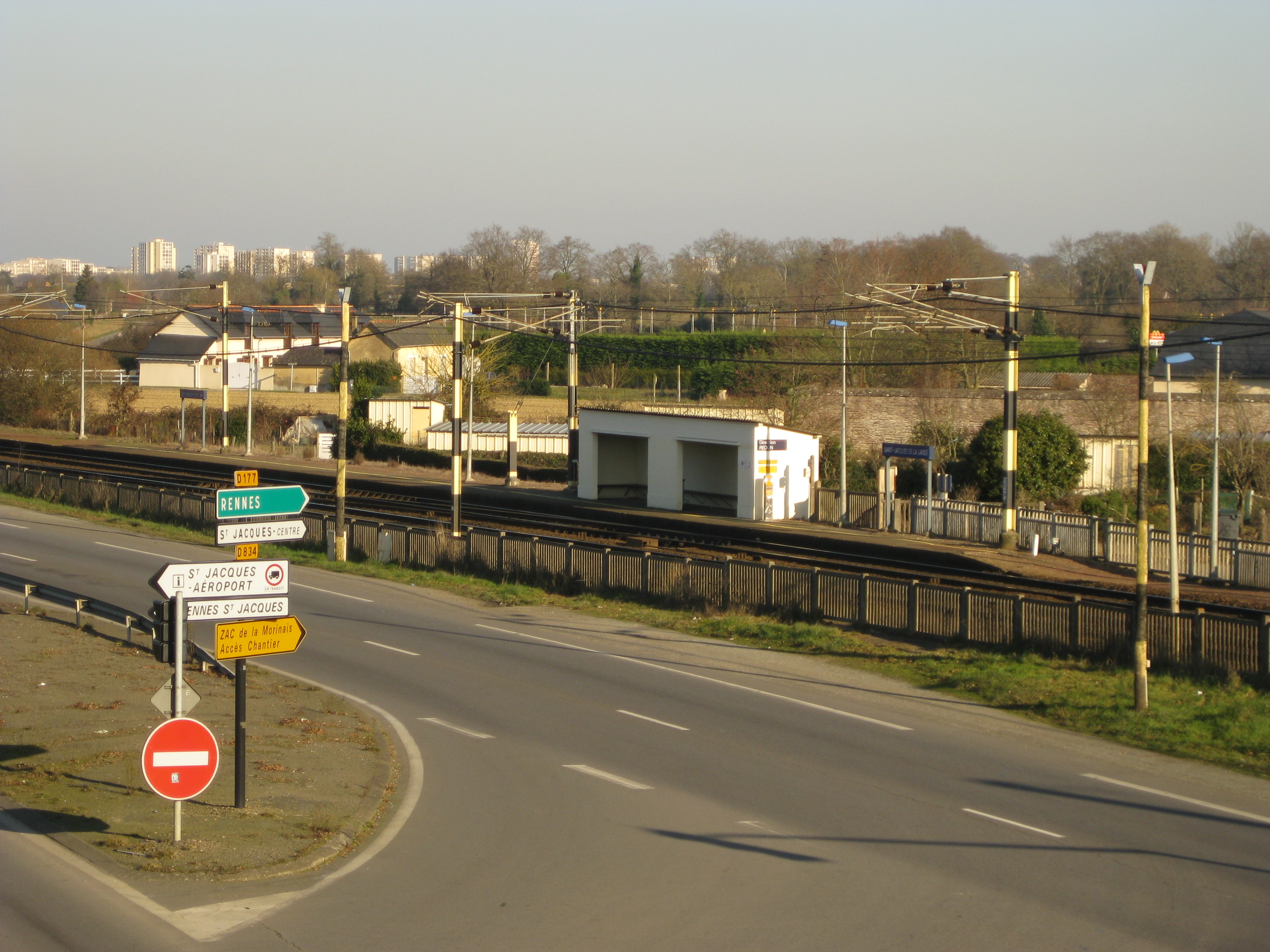
La gare de Saint-Jacques-de-la-Lande vue de la passerelle de la D 177.
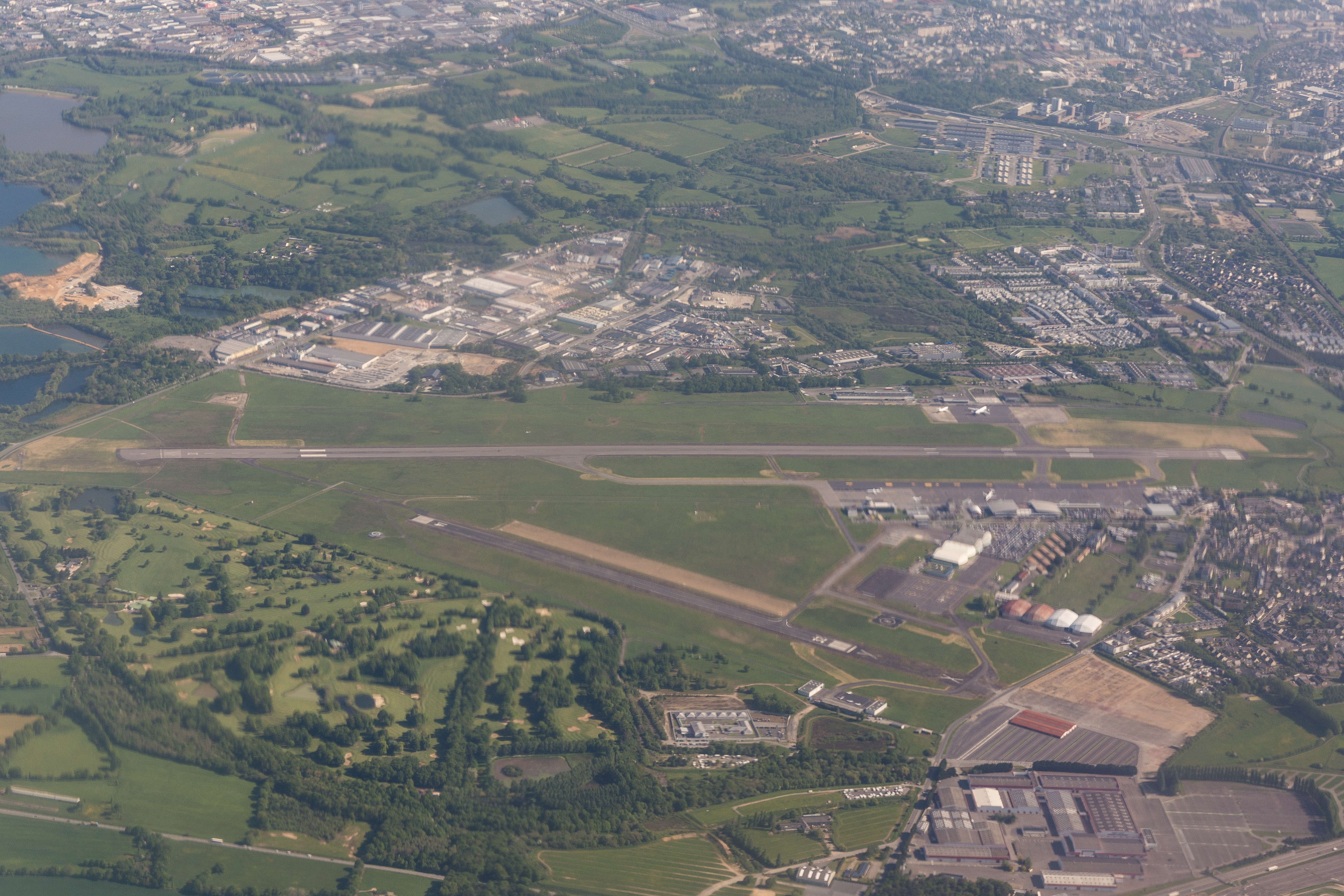
L'aéroport de Rennes-Saint-Jacques vu du ciel.
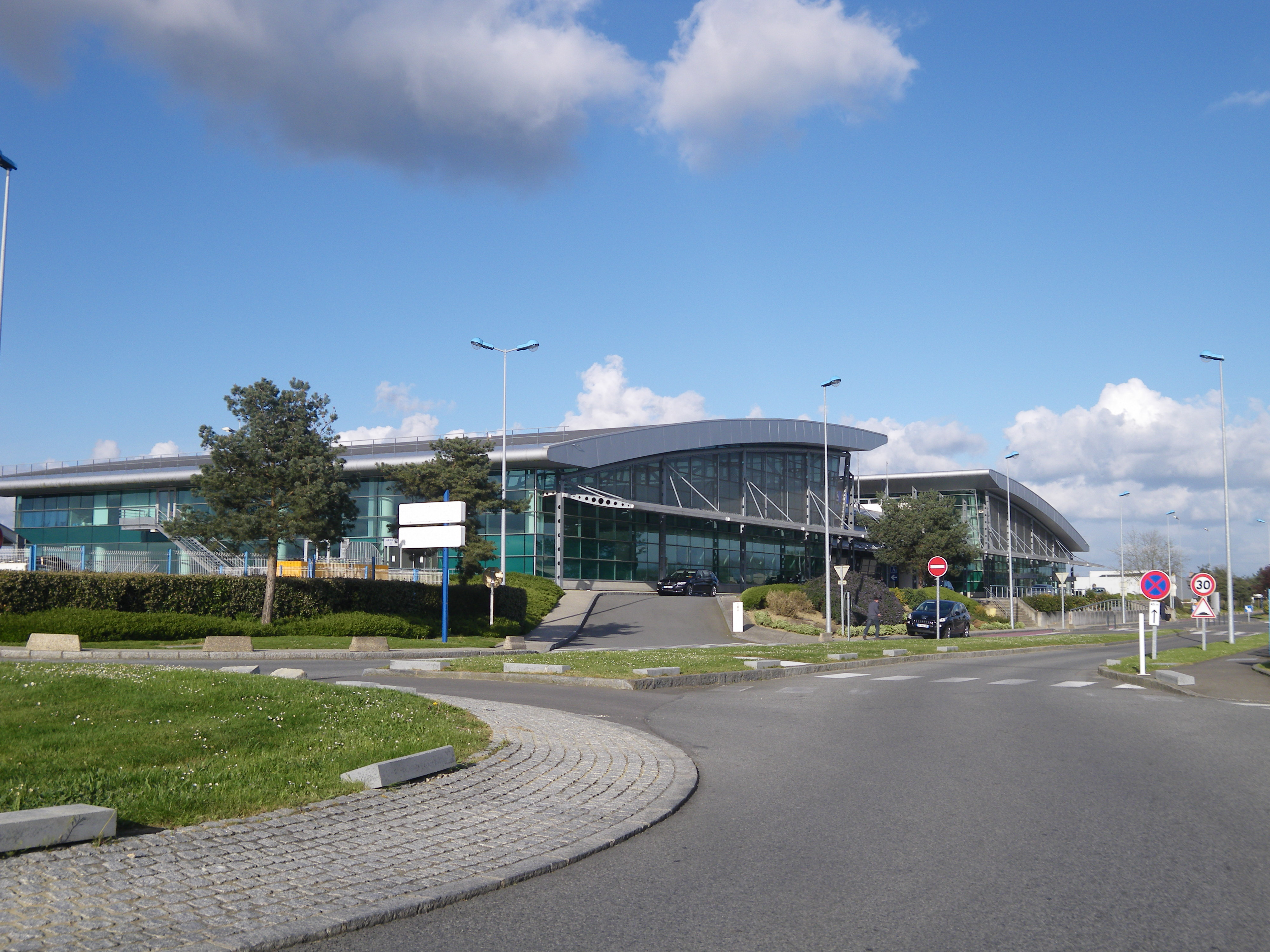
Aéroport de Rennes-Saint-Jacques : l'aérogare.

L'aéroport de Rennes-Bretagne, anciennement dénommé aéroport de Rennes-Saint-Jacques, se trouve dans le territoire communal.
La commune est traversée par des axes routiers importants : la partie sud de la Rocade de Rennes (Route nationale 136) et la D 177, axe routier Rennes-Redon (aménagée en voie express).

### Hydrographie
Pour un article plus général, voir Réseau hydrographique d'Ille-et-Vilaine.
La commune est située dans le bassin Loire-Bretagne. Elle est drainée par la Vilaine, le Blosne, le canal de Cicé,le Renel,,.
La Vilaine, d'une longueur de 218 km, prend sa source dans la commune de Juvigné et se jette  dans l'Océan Atlantique à Camoël, après avoir traversé 56 communes. 
Le Blosne, d'une longueur de 19 km, prend sa source dans la commune de Domloup et se jette  dans la Vilaine au niveau du Rheu, après avoir traversé huit communes. 

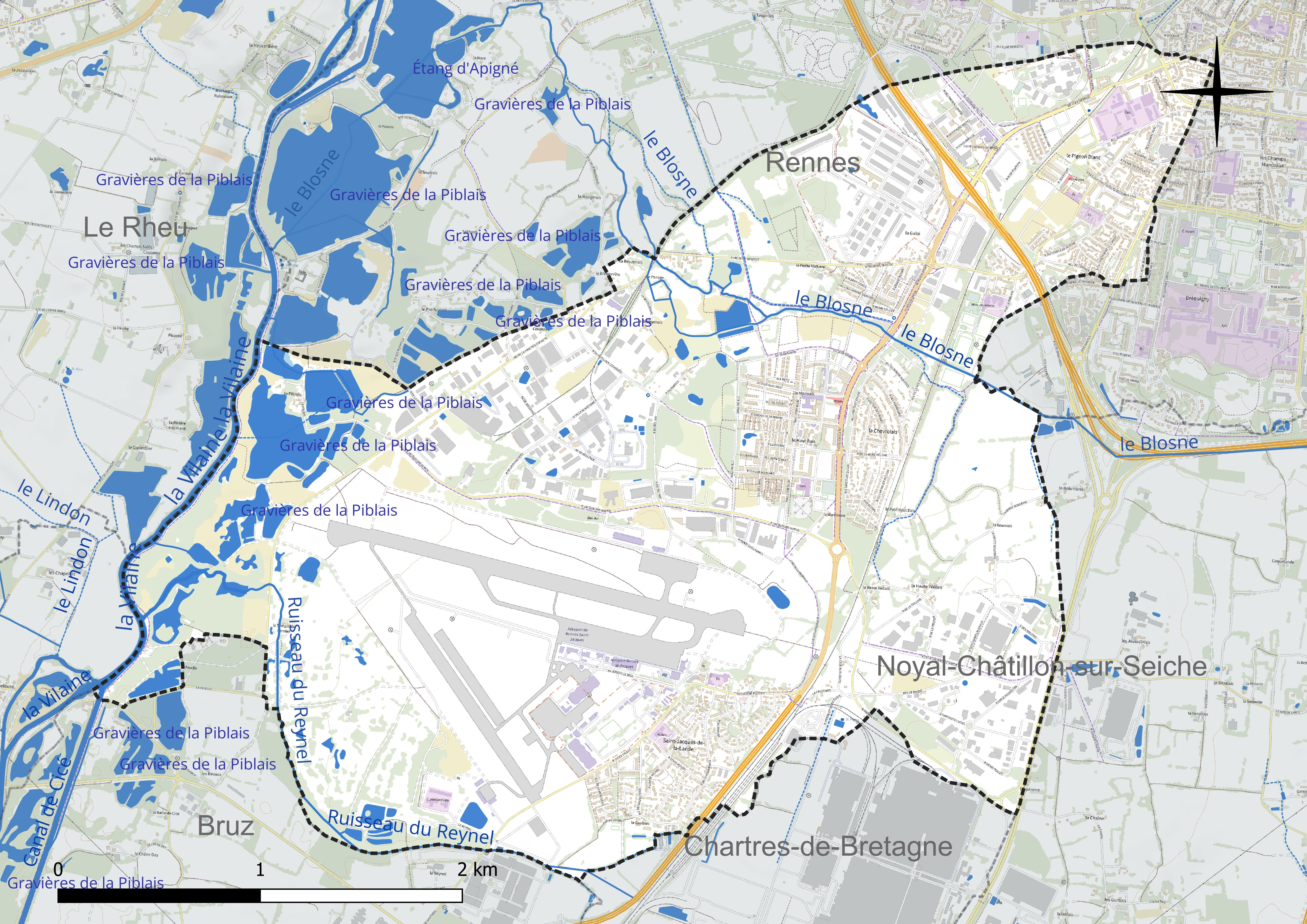
Réseau hydrographique de Saint-Jacques-de-la-Lande.

Un plan d'eau complète le réseau hydrographique : les gravières de la Piblais (11,93 ha),.

### Climat
Le climat qui caractérise la commune est qualifié, en 2010, de « climat océanique altéré », selon la typologie des climats de la France qui compte alors huit grands types de climats en métropole. En 2020, la commune ressort du même type de climat dans la classification établie par Météo-France, qui ne compte désormais, en première approche, que cinq grands types de climats en métropole. Il s'agit d'une zone de transition entre le climat océanique, le climat de montagne et le climat semi-continental. Les écarts de température entre hiver et été augmentent avec l'éloignement de la mer. La pluviométrie est plus faible qu'en bord de mer, sauf aux abords des reliefs.
Les paramètres climatiques qui ont permis d'établir la typologie de 2010 comportent six variables pour les températures et huit pour les précipitations, dont les valeurs correspondent à la normale 1971-2000. Les sept principales variables caractérisant la commune sont présentées dans l'encadré ci-après.
| Paramètres climatiques communaux sur la période 1971-2000 - Moyenne annuelle de température : 11,6 °C - Nombre de jours avec une température inférieure à −5 °C : 1,2 j - Nombre de jours avec une température supérieure à 30 °C : 3,2 j - Amplitude thermique annuelle : 12,9 °C - Cumuls annuels de précipitation : 704 mm - Nombre de jours de précipitation en janvier : 11,9 j - Nombre de jours de précipitation en juillet : 6,4 j |

Avec le changement climatique, ces variables ont évolué. Une étude réalisée en 2014 par la Direction générale de l'Énergie et du Climat complétée par des études régionales prévoit en effet que la  température moyenne devrait croître et la pluviométrie moyenne baisser, avec toutefois de fortes variations régionales. La station météorologique de Météo-France installée sur la commune et mise en service en 1945 permet de connaître l'évolution des indicateurs météorologiques. Le tableau détaillé pour la période 1981-2010 est présenté ci-après.
La température moyenne annuelle évolue de 11,7 °C pour la période 1971-2000, à 12,1 °C pour 1981-2010, puis à 12,4 °C pour 1991-2020.
| Mois                                  | jan.             | fév.             | mars          | avril           | mai             | juin            | jui.           | août          | sep.            | oct.            | nov.            | déc.             | année      |
| ------------------------------------- | ---------------- | ---------------- | ------------- | --------------- | --------------- | --------------- | -------------- | ------------- | --------------- | --------------- | --------------- | ---------------- | ---------- |
| Température minimale moyenne (°C)     | 3                | 2,6              | 4,5           | 5,9             | 9,3             | 11,9            | 13,8           | 13,7          | 11,4            | 9,1             | 5,5             | 3,3              | 7,9        |
| Température moyenne (°C)              | 5,8              | 6,1              | 8,6           | 10,5            | 14,1            | 17,1            | 19,1           | 19            | 16,5            | 13,1            | 8,8             | 6,2              | 12,1       |
| Température maximale moyenne (°C)     | 8,7              | 9,6              | 12,7          | 15,2            | 18,9            | 22,2            | 24,5           | 24,3          | 21,6            | 17              | 12,1            | 9,1              | 16,4       |
| Record de froid (°C) date du record   | −14,7 17.01.1985 | −11,2 22.02.1948 | −7,3 01.03.05 | −3,2 03.04.1984 | −1,2 01.05.1945 | 2,2 02.06.1962  | 5,5 11.07.1972 | 4 30.08.1956  | 1,9 30.09.1972  | −4,6 29.10.1947 | −7,5 28.11.1955 | −12,6 29.12.1964 | −14,7 1985 |
| Record de chaleur (°C) date du record | 16,8 27.01.03    | 20,9 27.02.19    | 24,1 30.03.21 | 28,7 17.04.1945 | 30,8 25.05.1953 | 36,3 30.06.1976 | 40,1 23.07.19  | 39,5 05.08.03 | 34,8 01.09.1961 | 30 02.10.11     | 21,4 07.11.15   | 17,8 19.12.15    | 40,1 2019  |
| Ensoleillement (h)                    | 69,1             | 87,2             | 128,4         | 162,7           | 191,2           | 217,3           | 210,7          | 205,5         | 177,8           | 117,5           | 81,3            | 68,6             | 1 717,1    |
| Précipitations (mm)                   | 67,6             | 49,1             | 51,6          | 50,9            | 67,2            | 46,7            | 49,1           | 37,8          | 59              | 74,8            | 67,5            | 72,7             | 694        |

## Urbanisme

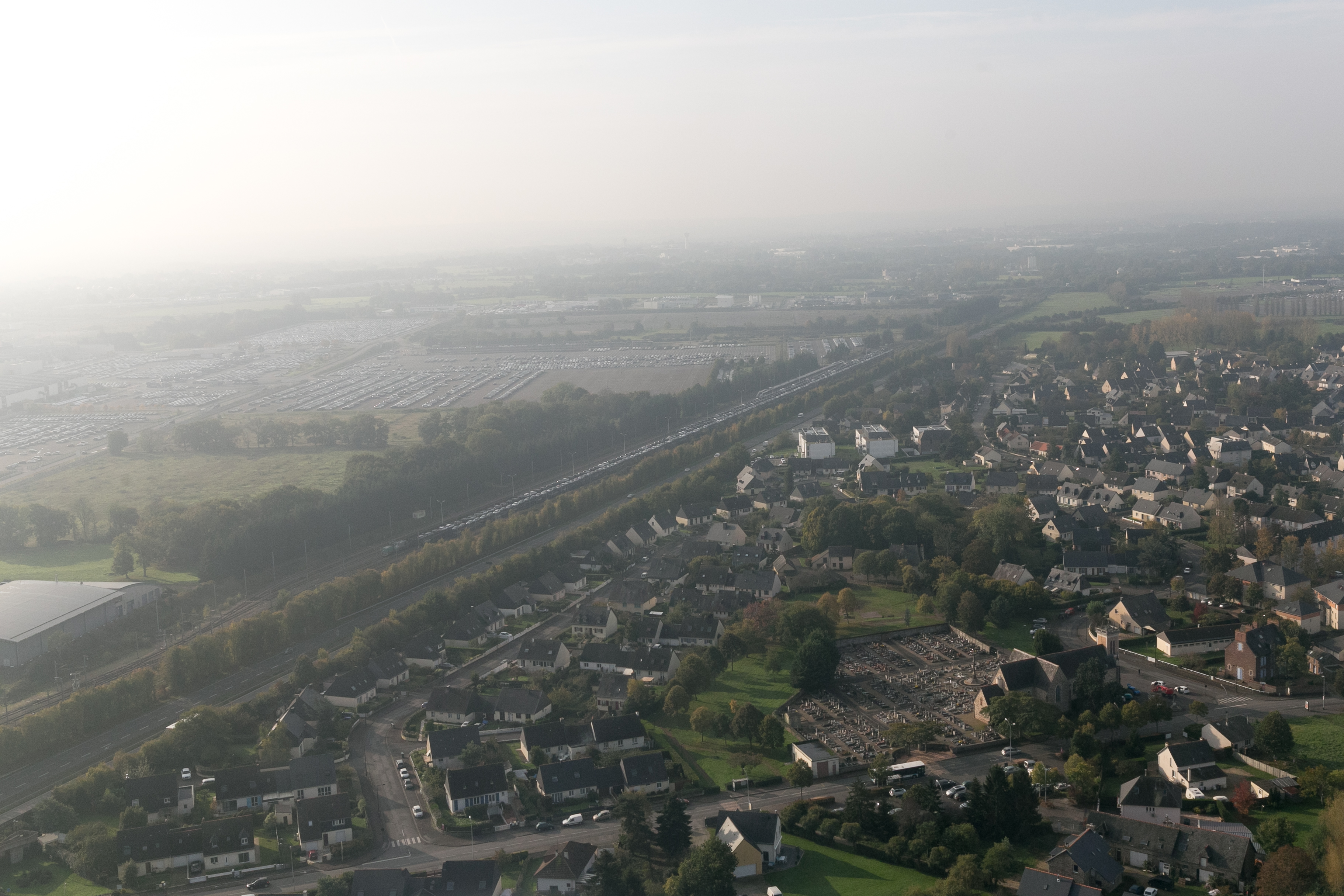
Vue aérienne de Saint-Jacques-de-la-Lande.
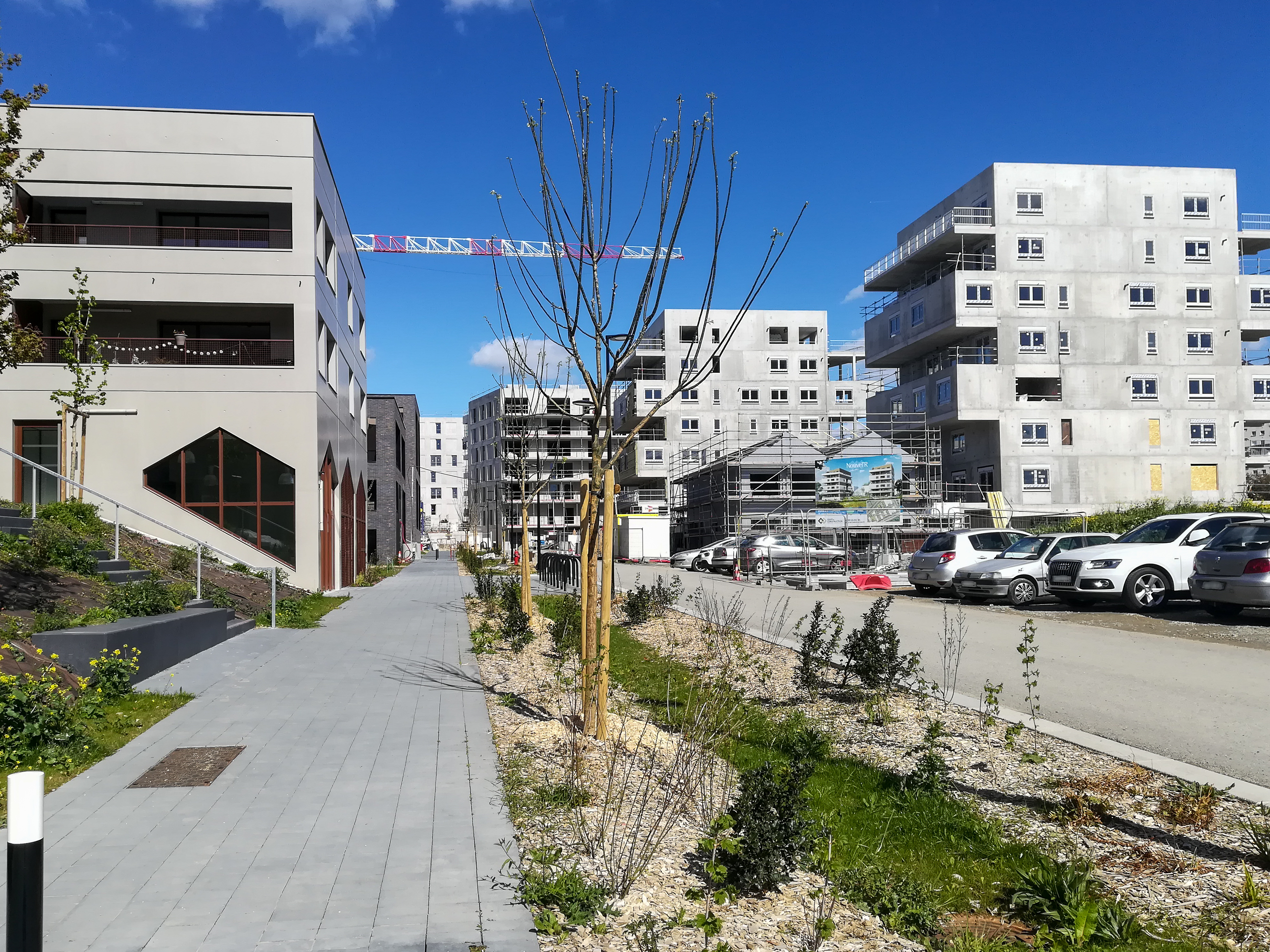
La rue du Camp de Verdun.

### Typologie
Au 1er janvier 2024, Saint-Jacques-de-la-Lande est catégorisée grand centre urbain, selon la nouvelle grille communale de densité à sept niveaux définie par l'Insee en 2022.
Elle appartient à l'unité urbaine de Rennes, une agglomération intra-départementale regroupant 16  communes, dont elle est une commune de la banlieue,,. Par ailleurs la commune fait partie de l'aire d'attraction de Rennes, dont elle est une commune du pôle principal,. Cette aire, qui regroupe 183 communes, est catégorisée dans les aires de 700 000 habitants ou plus (hors Paris),.

### Occupation des sols
L'occupation des sols de la commune, telle qu'elle ressort de la base de données européenne d'occupation biophysique des sols Corine Land Cover (CLC), est marquée par l'importance des territoires artificialisés (77,7 % en 2018), en augmentation par rapport à 1990 (58,9 %). La répartition détaillée en 2018 est la suivante : 
zones industrielles ou commerciales et réseaux de communication (56,1 %), zones urbanisées (13,8 %), zones agricoles hétérogènes (11,5 %), espaces verts artificialisés, non agricoles (7,8 %), eaux continentales (6 %), prairies (4,7 %), terres arables (0,1 %). L'évolution de l'occupation des sols de la commune et de ses infrastructures peut être observée sur les différentes représentations cartographiques du territoire : la carte de Cassini (XVIIIe siècle), la carte d'état-major (1820-1866) et les cartes ou photos aériennes de l'IGN pour la période actuelle (1950 à aujourd'hui).

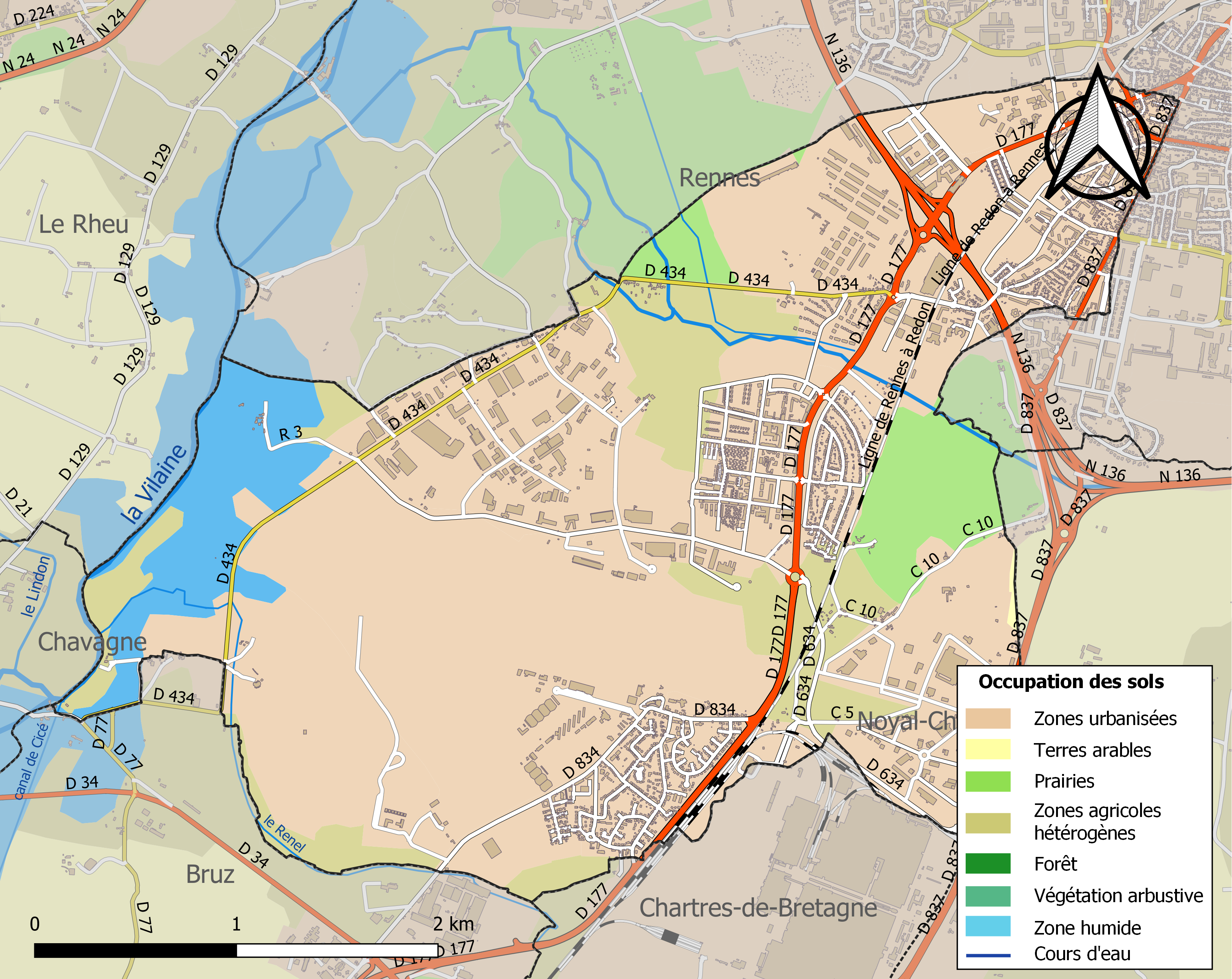
Carte des infrastructures et de l'occupation des sols de la commune en 2018 (CLC).

### Logement
Le tableau ci-dessous présente une comparaison de quelques indicateurs chiffrés du logement pour Saint-Jacques-de-la-Lande et l'ensemble de l'Ille-et-Vilaine en 2017,.
|                                                                  | Saint-Jacques-de-la-Lande | Ille-et-Vilaine |
| ---------------------------------------------------------------- | ------------------------- | --------------- |
| Parc immobilier total (en nombre d'habitations)                  | 6 495                     | 546 440         |
| Part des résidences principales (en %)                           | 94,4                      | 86,2            |
| Part des résidences secondaires et logements occasionnels (en %) | 0,8                       | 6,9             |
| Part des logements vacants (en %)                                | 4,9                       | 6,9             |
| Part des ménages propriétaires de leur logement (en %)           | 48,0                      | 59,8            |
| Part des ménages locataires de leur logement (en %)              | 50,9                      | 39,0            |

### Morphologie urbaine
La morphologie de la commune est particulière : sa forme de requin est assez rare pour être signalée, et les quatre principaux quartiers sont fortement différenciés et éclatés entre les faubourgs de Rennes, le bourg historique et de nouvelles opérations urbaines, sans qu'il y ait entre eux de continuité bâtie. Cette discontinuité est également un effet de la présence, passée ou présente, de grandes emprises industrielles ou d'équipement. On distingue les quartiers de :
- Saint-Jacques Aéroport est le bourg historique de Saint-Jacques. Il est situé au sud du territoire de la commune, entre l'aéroport de Rennes au nord et à l'ouest, le parc des expositions de Rennes au sud (Bruz) et l'Usine PSA de Rennes à l'est (Chartres-de-Bretagne). Vers 1941 le petit aérodrome est agrandi par les Allemands, puis dans les années 1960 une partie du bourg est rasée pour rallonger la piste principale. Le quartier se compose principalement de pavillons et de petits collectifs. On y trouve également l'église et le Théâtre l'Aire Libre. Ce quartier compte 2 000 habitants.
- Pigeon Blanc ou Saint-Jacques Rue de Nantes, situé à l'intérieur de la Rocade de Rennes, entre les quartiers rennais de Cleunay et de Bréquigny. Cette partie de la commune s'enfonce comme un coin dans la ville de Rennes en raison de la bizarrerie de la limite communale[26]. On y trouve des activités ludiques (écoles, danse, musique), ainsi que la mairie annexe proposant les services d'état civil et les permanences sociales (bâtiment précédemment utilisé comme mairie, depuis 1965 jusqu'en 2015[27]). Ce quartier compte 3 500 habitants, et ses deux axes structurants sont la rue de Nantes et le boulevard Jean-Mermoz qui prennent naissance dans Rennes.

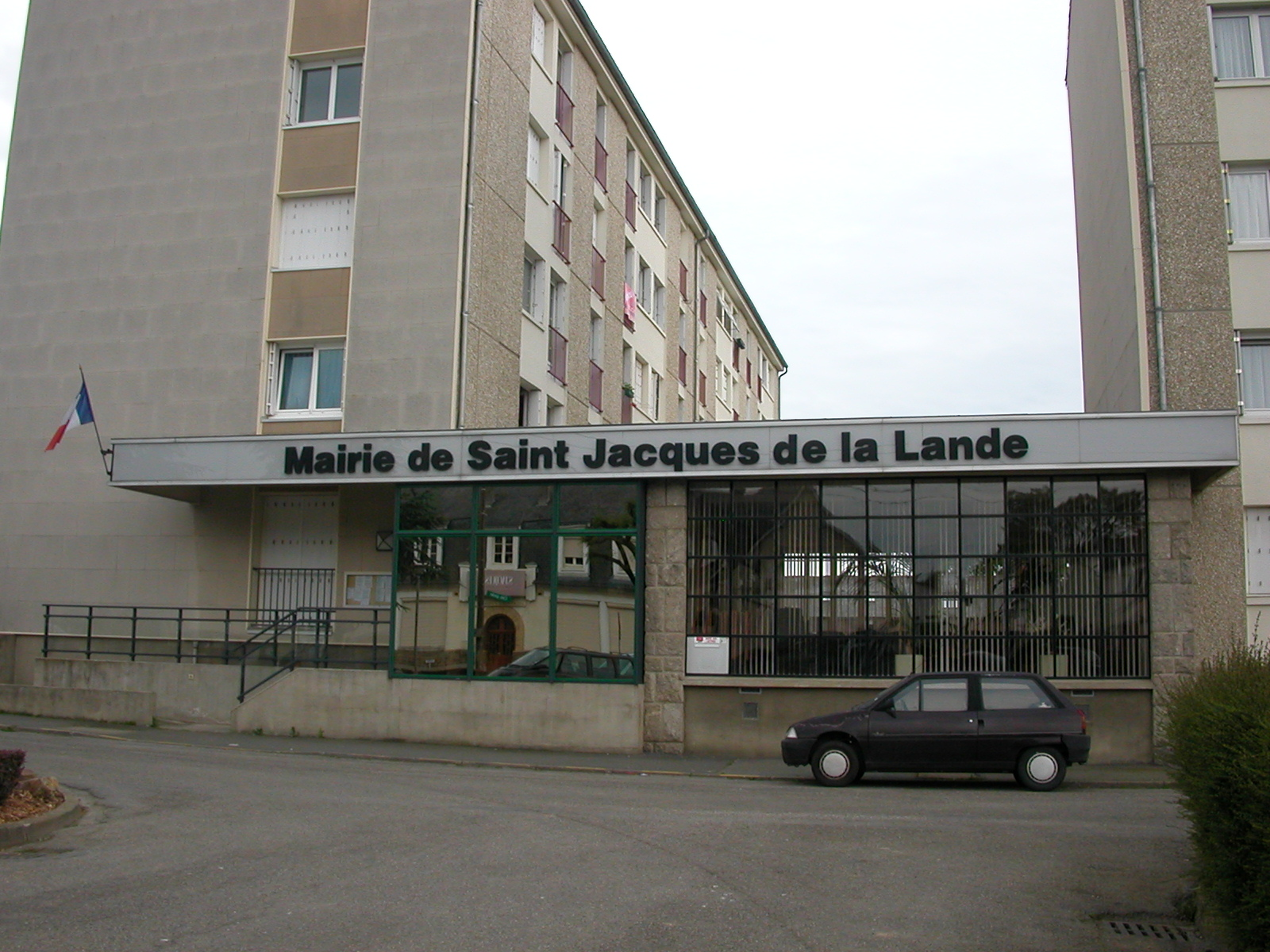
La mairie annexe de Saint-Jacques-de-la-Lande, au quartier Pigeon-Blanc.

- Le centre-ville. Il est composé de la zone de la Morinais, des Coteaux de la Maltière et du lotissement de la Chevrolais. Il se trouve entre les deux quartiers précédents. Ce quartier compte plus de 3 000 habitants. On y trouve la mairie, l'école Suzanne Lacore / Haut-Bois, le collège Jean Moulin, la médiathèque Lucien-Herr, l'Epi Condorcet (équipement public intégré qui comprend sur 9 000 m2 un ensemble de structures telles que le service petite enfance et le service culture sport et vie associative, le Centre de la Lande et l'Office Jacquolandin des Sports ), le gymnase Alice-Milliat et le théâtre Dromesko. Un parc de 45 hectares est accessible aussi sur ce quartier. Il offre des espaces et des milieux naturels, des lieux de détente et de loisirs, des terrains de sport, des chemins de promenade et des pistes cyclables rejoignant les étangs d'Apigné sur Rennes.

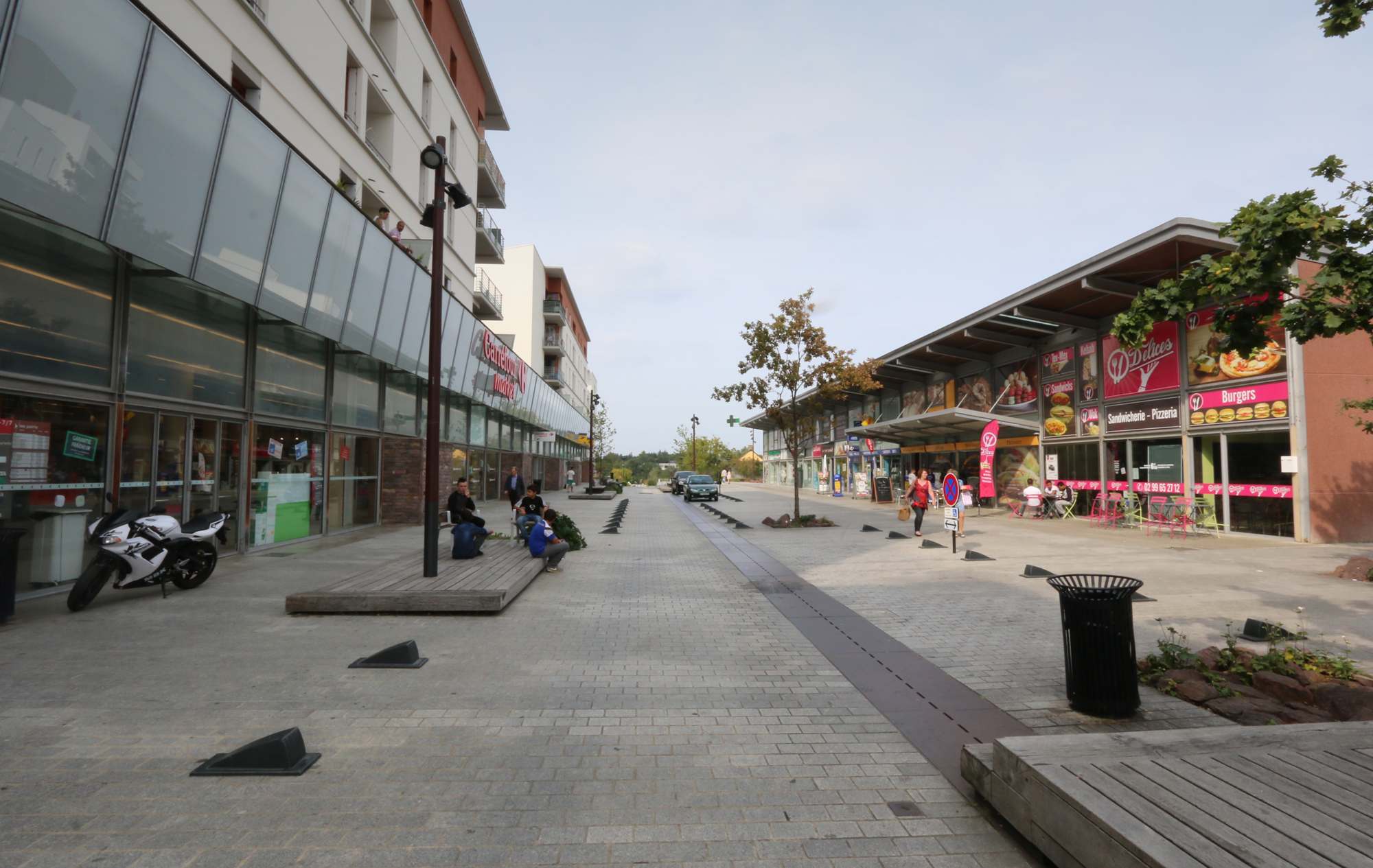
Centre commercial de la Morinais.
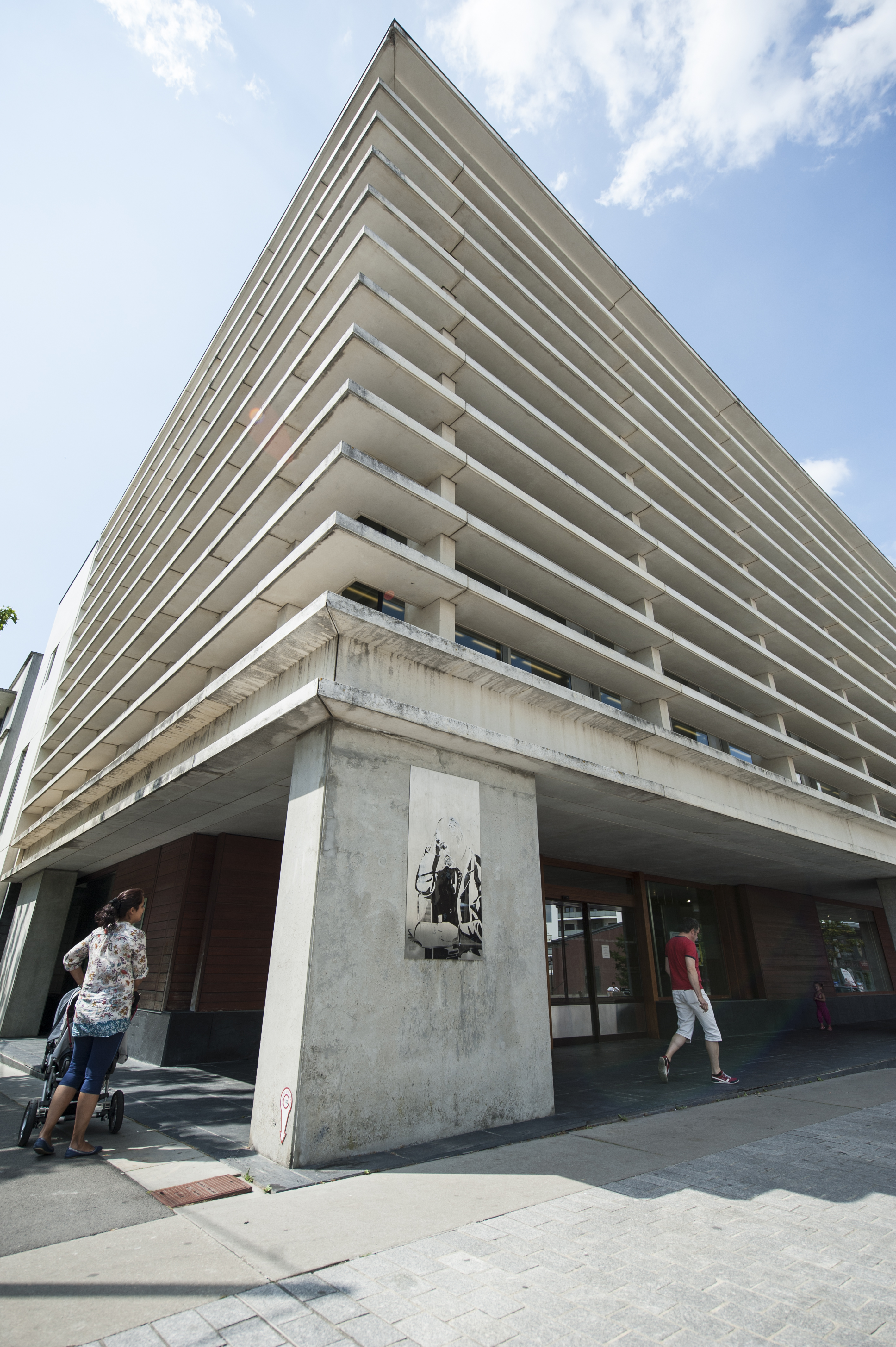
La médiathèque Lucien-Herr.
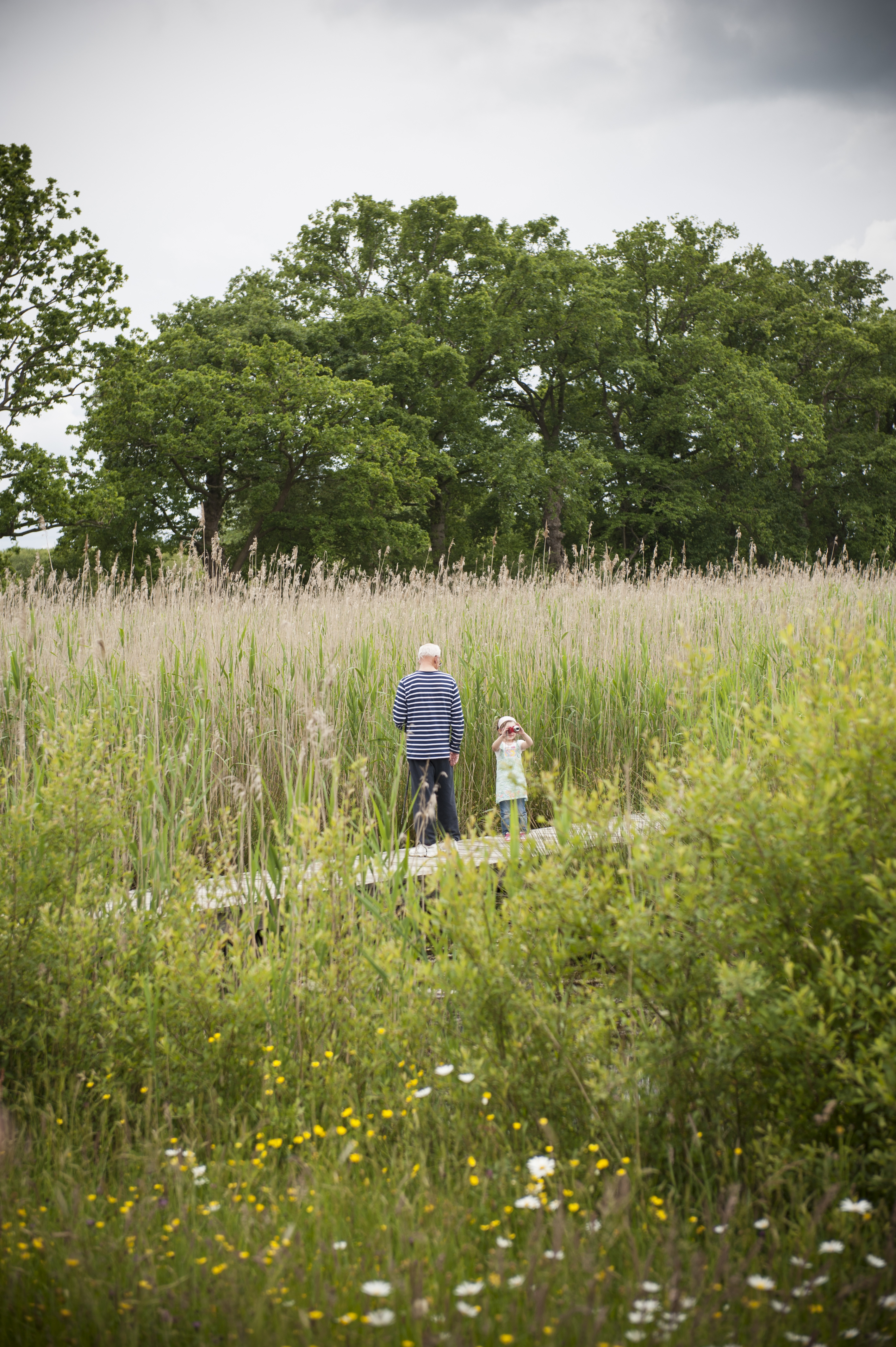
Le parc de Saint-Jacques-de-la-Lande.

- La Courrouze, nouveau quartier commun à Rennes et Saint-Jacques, devrait accueillir 10 000 habitants en valorisant un terrain militaire en friche. Il participera à la continuité entre le Pigeon-Blanc et la Morinais. Il accueille également deux stations de la ligne b du métro de Rennes (Saint-Jacques - Gaîté et La Courrouze).

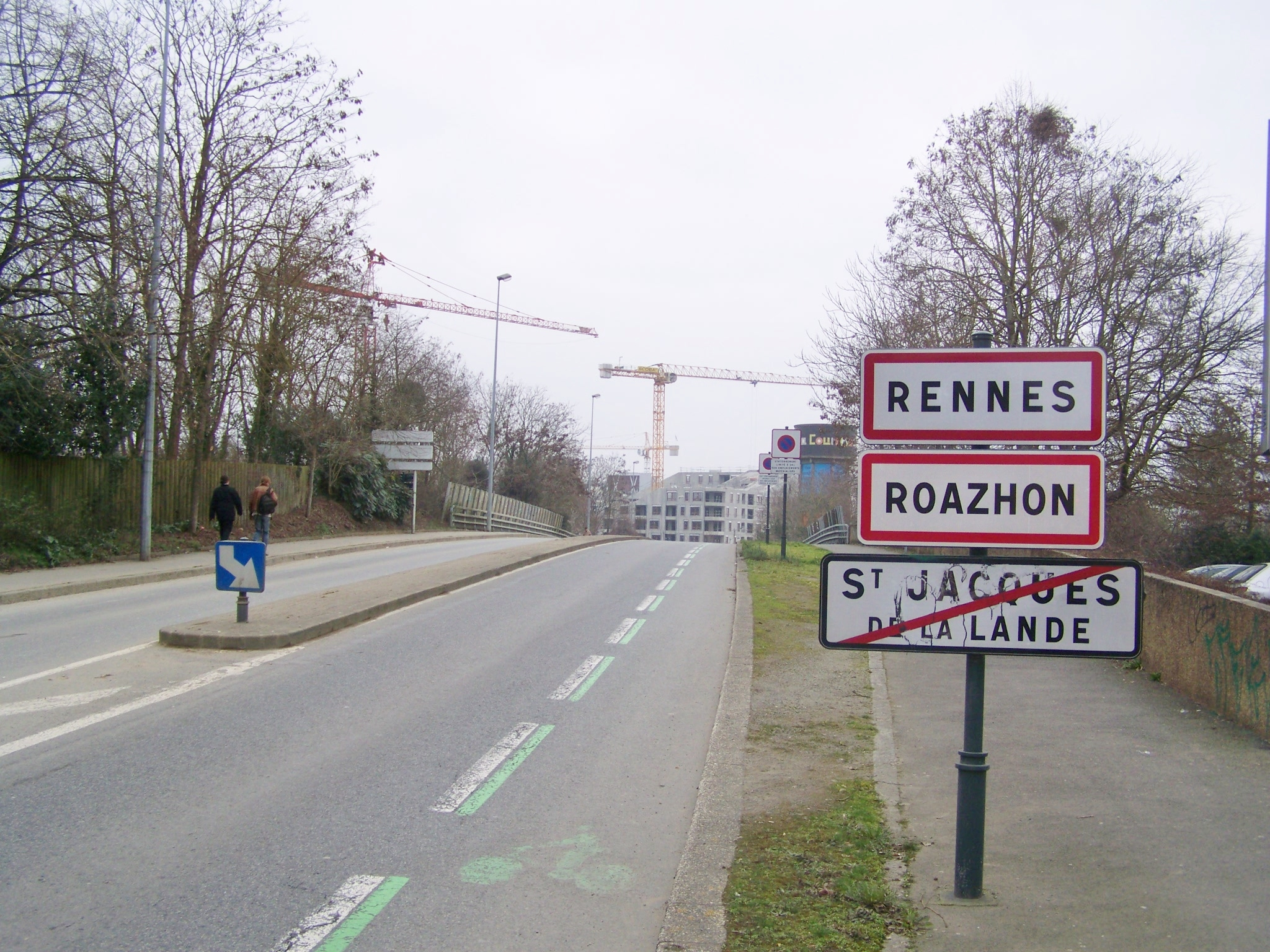
Limite communale dans le quartier de La Courrouze.
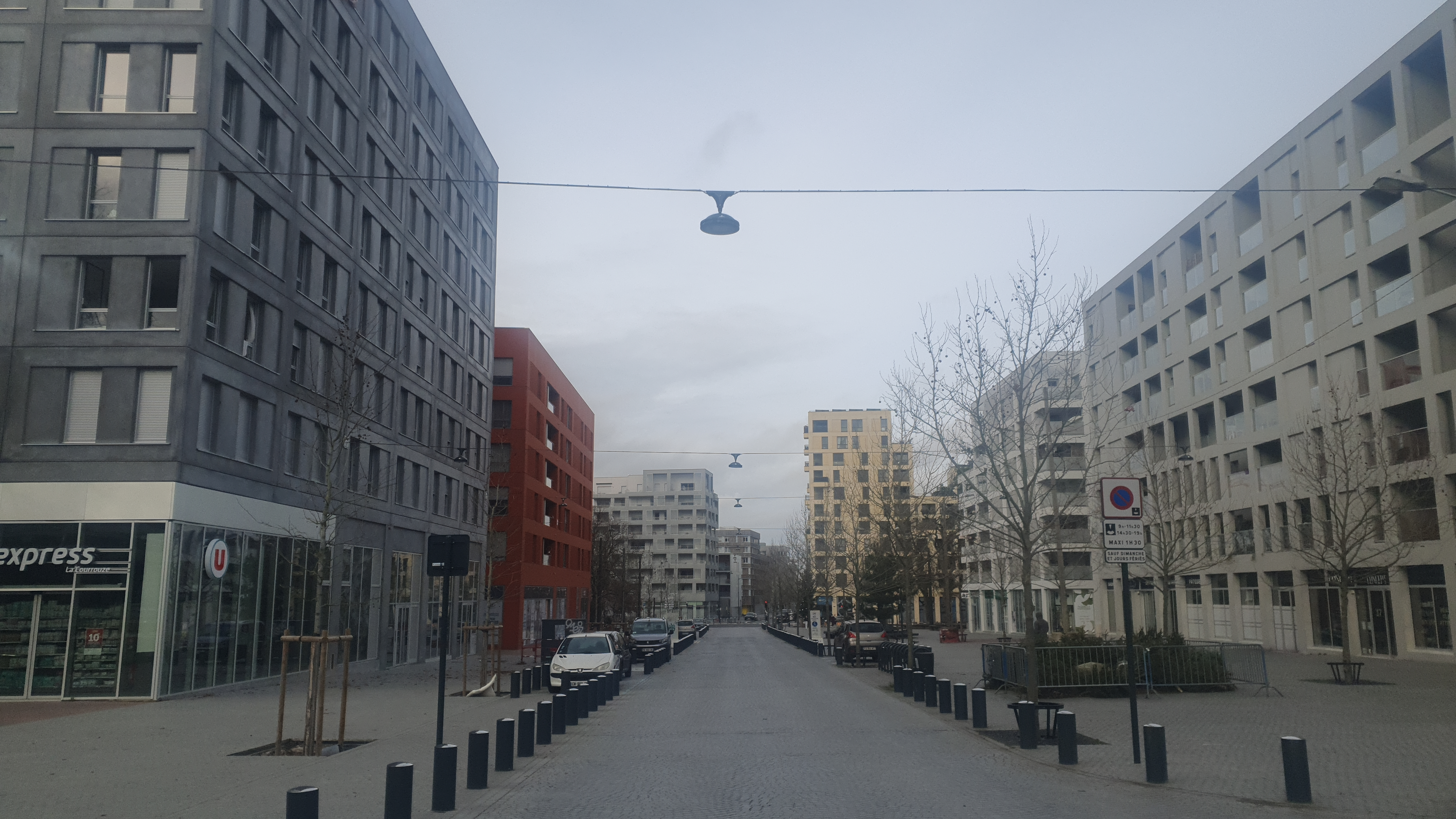
Le quartier de la Courrouze : partie centrale près de la station de métro.
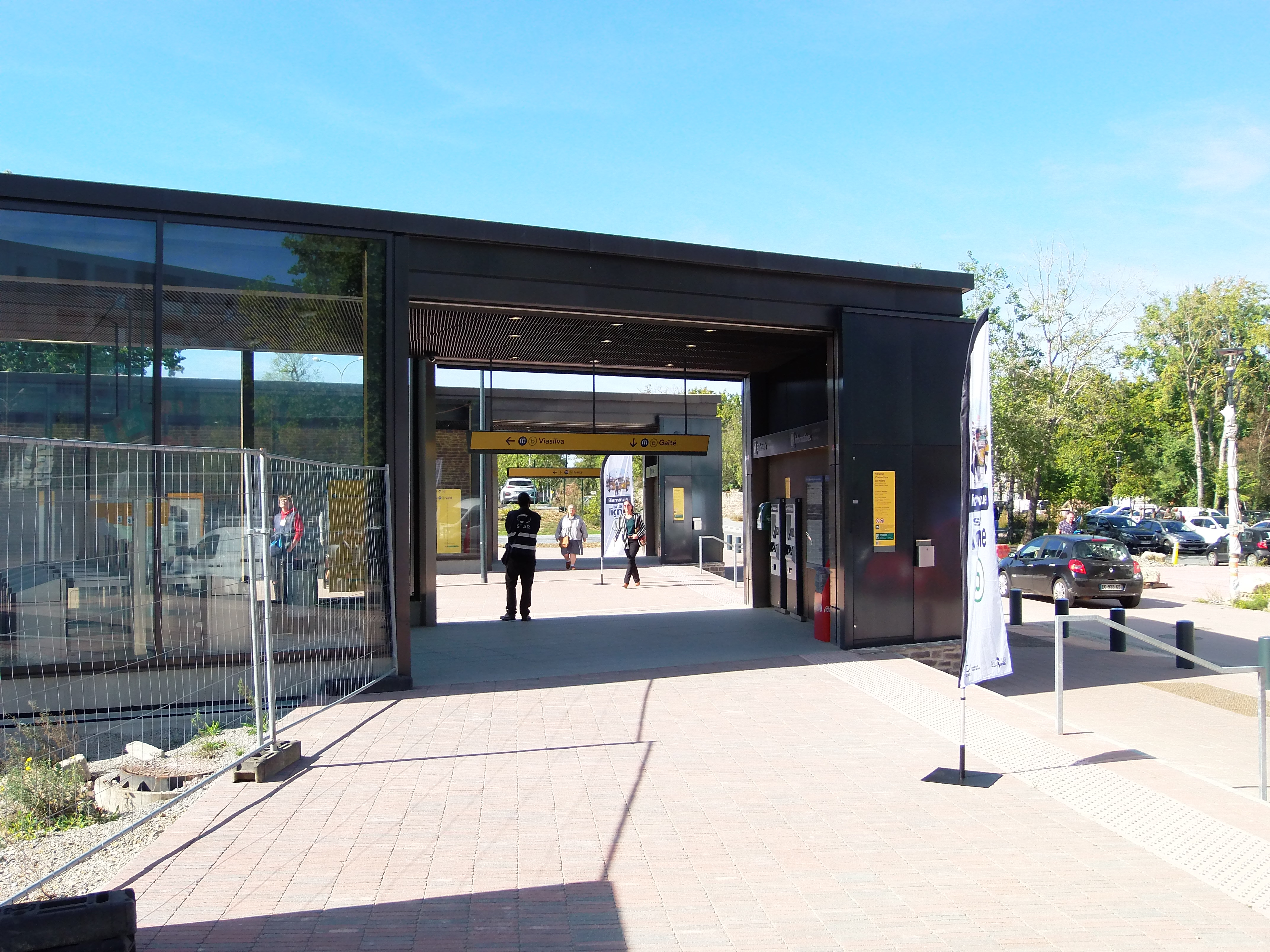
La station de métro "La Courrouze".
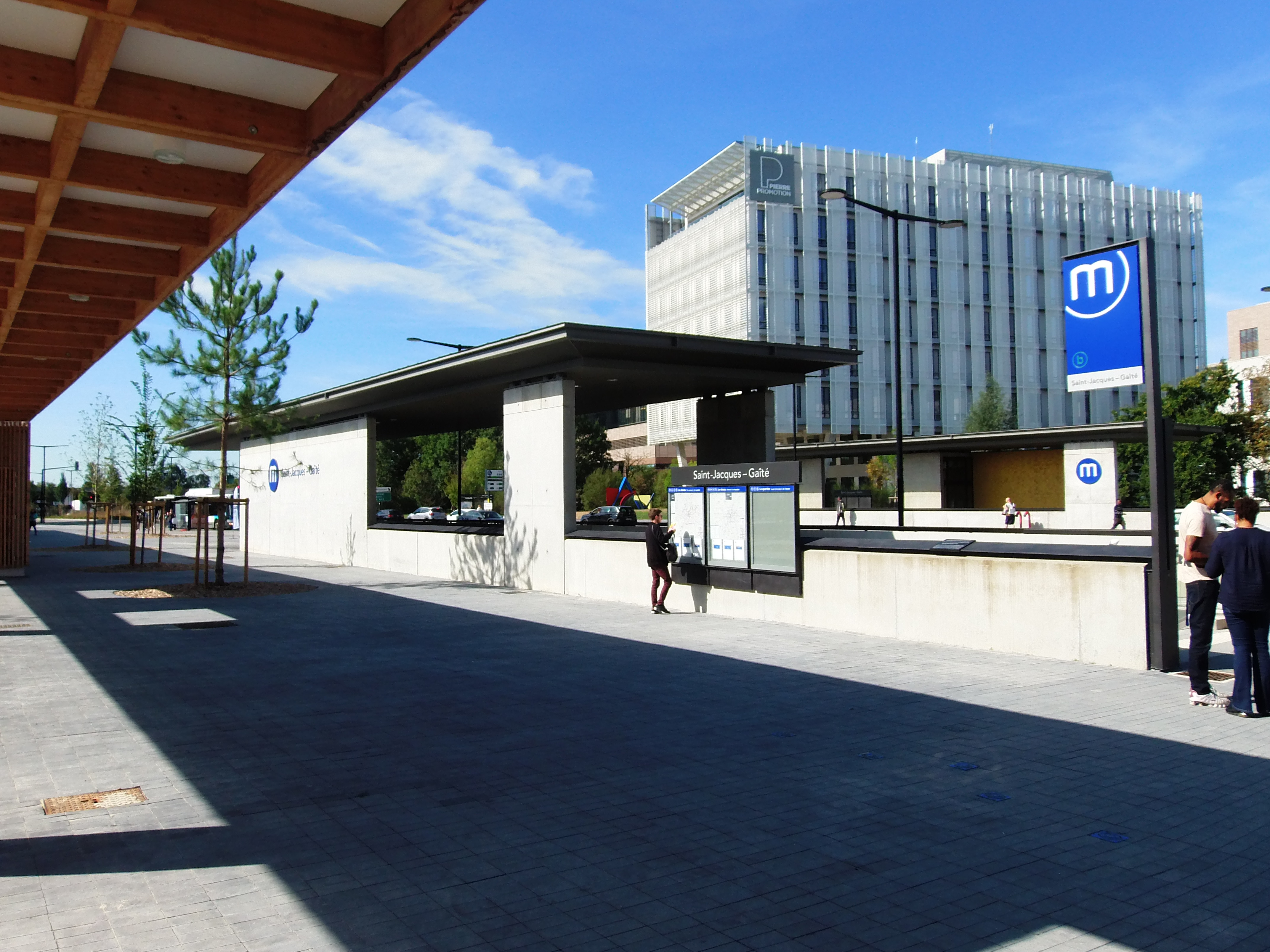
La station de métro "Gaîté".

Saint-Jacques-de-la-Lande dispose par ailleurs d'un plan local d'urbanisme intercommunal approuvé par délibération du conseil métropolitain du 19 décembre 2019. Il divise l'espace des 43 communes de Rennes Métropole en zones urbaines, agricoles ou naturelles.

## Toponymie

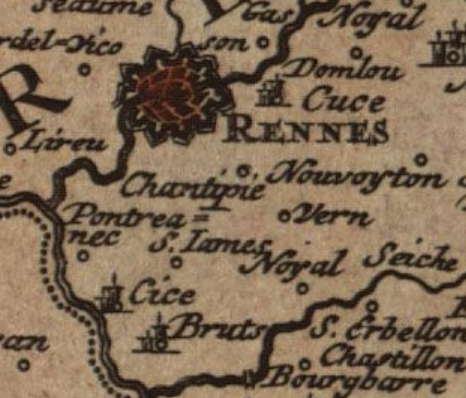
Extrait de la Tabula ducatus britanniae gallis, où l'on peut lire « S. Iames ». Le symbole utilisé signifie pagi (bourgs).

Le premier nom de la commune est donné par le pape Alexandre III en 1164 : Notre-Dame de la Forêt. Quelques années plus tard, la localité est renommée Saint-Jacques de la Forêt, en l'honneur du premier évêque de Rennes, Jacques 1er, cette toponymie est officialisée par le pape Innocent II en 1208.
Les formes anciennes sont : S. Iames (XVIIe siècle), Sancti Jacobi de Foresta (1208), Sancti Jacobi de Landis.
Durant le XVIIIe siècle, Saint-Jacques de la Forêt devient Saint-Jacques de la Lande. Après la Révolution française, et pendant une courte période, les appellations religieuses sont retirées, et Saint-Jacques de la Lande devient Jacques de la Lande.
En gallo, le nom s'écrit Sènt Jaq (écriture Moga) ou Saent-Jaq. La forme bretonne actuelle proposée par l'Office public de la langue bretonne est Sant-Jakez-al-Lann.

## Histoire

### Préhistoire et Antiquité
Un dépôt monétaire constitué principalement de statères riedones a été mis au jour en 1941 sur le territoire de la commune au lieu-dit "La Perelle".

### Moyen-Âge
En 1084, le comte de Rennes Geoffroy Grenonat donne la seigneurie de Bruz à l'évêque de Rennes, à l'époque Sylvestre de La Guerche ; elle restera une seigneurie ecclésiastique jusqu'à la Révolution française. Le siège de la seigneurie fut d'abord le manoir ecclésiastique, dit le manère ou le mené ; plusieurs fois remanié, cet édifice se trouvait au milieu du terroir cultivé de Saint-Jacques et ses douves étaient alimentées en eau par le ruisseau de Risnel [Reynel] ; il était entouré de marais et de bois ; sa chapelle était située à une centaine de mètres au nord (c'est à son emplacement qu'a été construute plus tard l'église paroissiale) ; il fut par la suite transféré au manoir de Bruz.
Le fief de Bruz donnait à l'évêque de Rennes « droit de pêche en la rivière de Seiche, propriété et disposition des espaves, galois et communs, droits de garenne et refuge à pigeons, et droit de jouir pendant le mois d'août, chaque année, du revenu du colombier de la seigneurie de Lestrillet(...). Les vassaux du fief devaient en outre la chevauchée, le lundi suivant la fête de Saint Armel. Et ce devoir consistait, tant à Rennes qu'à Bruz et Saint-Jacques, dans l'obligation de comparaître à cheval devant les officiers de la juridiction épiscopale».
La paroisse de Saint-Jacques-de-la-Lande dépendait de l'abbesse de Saint-Georges et du Chapitre de la cathédrale de Rennes.
Les Templiers possédaient plusieurs biens dans la paroisse, notamment le village du Temple du Cerisier ; leurs vassaux étaient obligés sous peine d'amende de placer une croix sur leurs maisons.

### Temps modernes
L'église paroissiale fut gravement endommagée pendant les Guerres de religion.
4000 hommes d'infanterie et de cavalerie furent passés en revue en 1675 par le duc de Chaulnes dans le cadre de la Révolte des Bonnets rouges sur la lande de la Courrouze et un camp y fut dressé en 1692.
De nombreux manoirs existaient alors dans la paroisse, pour partie en raison de la proximité de la ville de Rennes : le manoir de la Piblais (il appartint à la fin du XVIIIe siècle à Bernardin Anne Béziel) ; le manoir de la Rablais (propriété en 1718 de Jacques Berthou, seigneur de Kervisio) ; le manoir de la Rivière ; le manoir de la Gautrais (Gautraye), construit en 1646 ; le manoir de la Haute-Ville ; le manoir de Maffey ; le manoir de la Maltière ; le manoir du Bois-Teilleul ; le manoir de la Courouze ; le manoir de la Pérelle ; le manoir du Temple-du-Cerisier ; le manoir de la Couardière ; etc.. (la plupart ont disparu de nos jours) ;  et de nombreux domaines.
Jean-Baptiste Ogée décrit ainsi Saint-Jacques-de-la-Lande en 1778 :

« Saint-Jacques-de-la-Lande : à 1 lieue un tiers au Sud-Sud-Ouest de Rennes, son évêché, sa subdélégation et son ressort. On y compte 600 communiants : la cure est présentée par l'Abbesse de Saint-Georges. Le territoire offre à la vue des terres abondantes en grains, des prairies, des landes, et beaucoup d'arbres à fruits. Les Templiers y avaient jadis des possessions. »

### Révolution française
La réunion du général de la paroisse en vue de la préparation des États généraux de 1789 est organisée le 5 avril 1789 sous la présidence de Guillaume-Joseph Le Graverend, sénéchal de la juridiction des régaires de l'évêché de Rennes, en présence de 27 paroissiens ; deux députés sont élus pour représenter la paroisse à l'assemblée du tiers-état de la sénéchaussée : Bernardin Béziel de la Rousselière et François Verger ; la rédaction du cahier de doléances est confiée aux deux députés chargés de représenter la paroisse : son contenu s'inspire de celui rédigé par les paroisses de Toussaints et de Saint-Sauveur de Rennes.
En 1790, Saint-Jacques-de-la-Lande est officiellement reconnue comme une commune.

### LeXIXesiècle
La première pierre de l'arsenal de Rennes est posée par le général baron de Tournemine en octobre 1844. En 1856, l'arsenal se dédouble: un vaste terrain est acquis au lieu-dit la Courrouze, à cheval sur les communes de Rennes et de Saint-Jacques-de-la-Lande ; il est choisi assez éloigné de la ville pour abriter des magasins à poudre.

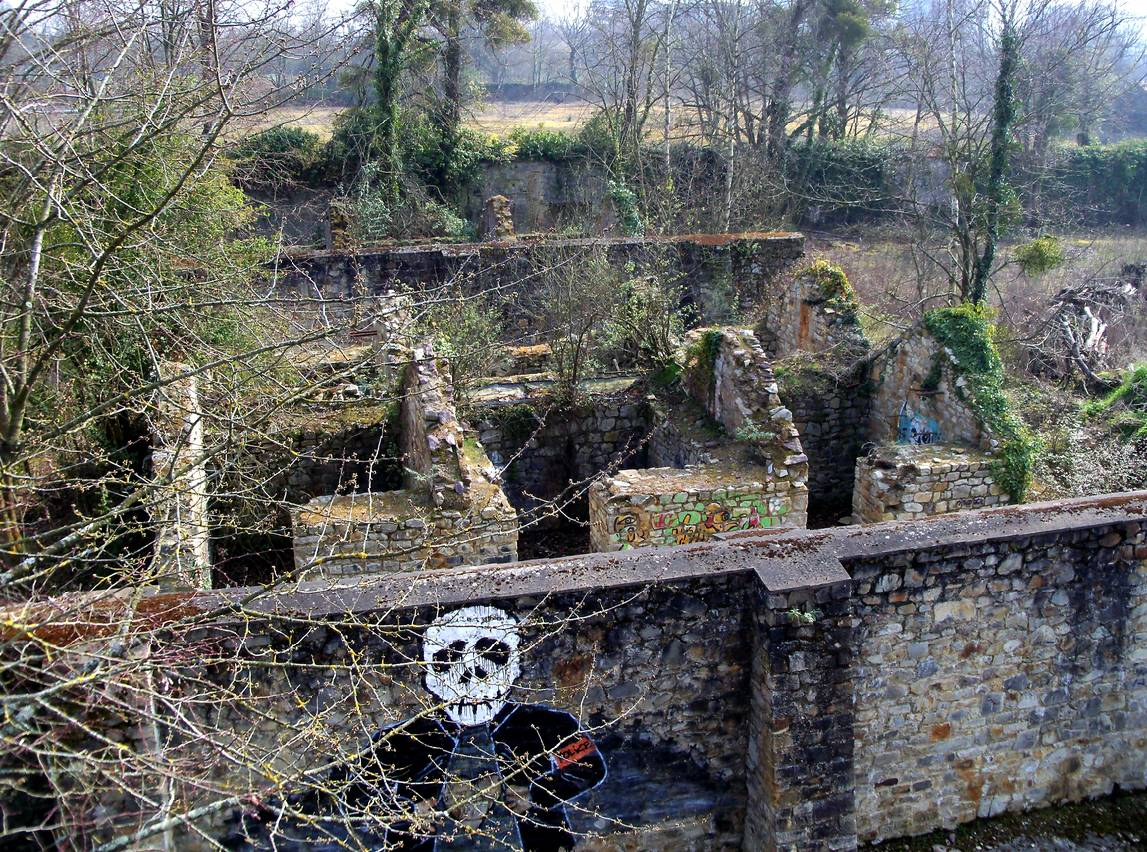
Bâtiment servant à fabriquer les cartouches à l'Arsenal de Rennes (quartier de la Courrouze) jusqu'au XXe siècle.
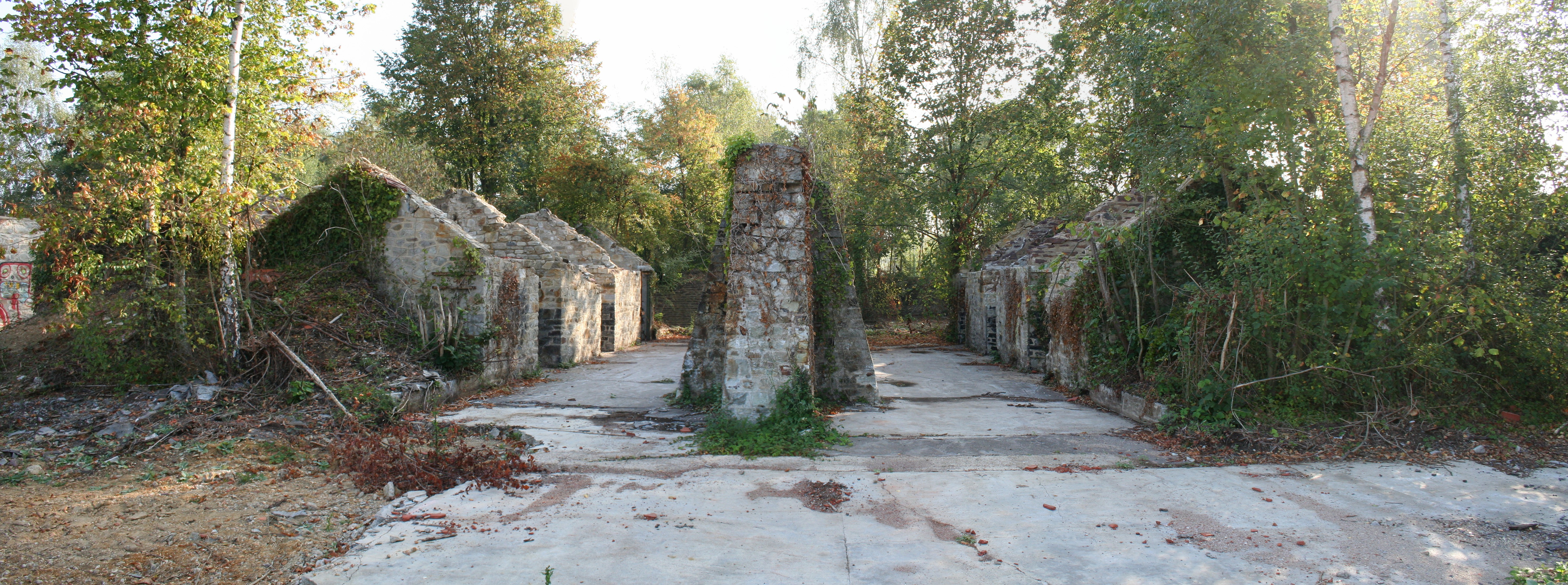
Anciens bâtiments utilisés pour les munitions.
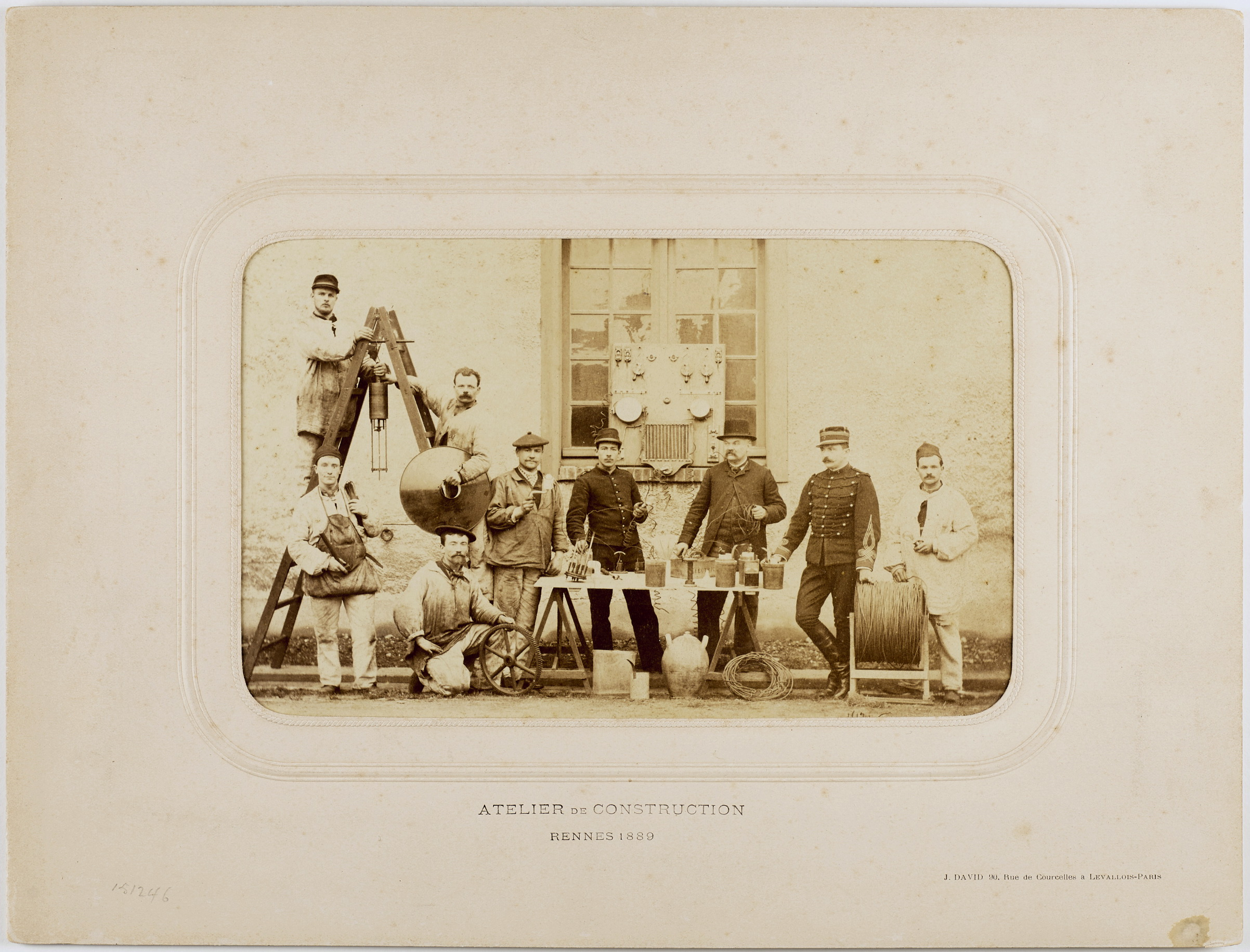
Atelier de construction à Rennes (probablement à l'arsenal) en 1889.

A. Marteville et P. Varin, continuateurs d'Ogée, décrivent ainsi Saint-Jacques-de-la-Lande en 1853 :

« Saint-Jacques-de-la-Lande (sous l'invocation de Saint-Jacques-le-Majeur, fêté le 25 juillet) : commune formée de l'ancienne paroisse de ce nom ; aujourd'hui succursale. (...) Principaux villages : la Piblais, la Grande et la Petite-Maltière, le Temple de Blosne, la Haute et la Basse-Teillais, la Gautrais, le Temple-du-Cerisier. Maison importante : château du Haut-Bois. Superficie totale : 1 181 hectares 51 ares, dont (...) terres labourables 765 ha, prés et pâturages 244 ha, bois 3 ha, vergers et jardins 18 ha, canaux de navigation 2 ha, landes et incultes 67 ha (...). La commune de Saint-Jacques s'étend jusque dans le faubourg de Rennes. Une partie de celui dit de la Madelaide est même comprise en Saint-Jacques, et la commune participe pour cette partie aux produits de l'octroi de Rennes. Jadis le territoire de Saint-Jacques était presque entièrement couvert de landes : la culture les a envahies  et les a presque fait disparaître. Les botanistes vont chercher à Saint-Jacques plusieurs plantes spéciales à ce terroir, entre autres des orchidées assez rares, et spécialement l' orchis pyramidalis, l' orchis apifera et l' orchis hireina. Le nom de "Temple" qu'ont retenu quelques fermes de cette paroisse ne prouve peut-être pas ce qu'avance [Jean-Baptiste Ogée] au sujet des Templiers. Il est plus probable que ces fermes ont été jadis possédées par des protestants. Géologie : terrain tertiaire et terrain moyen, à la séparation des étages inférieur et moyen des terrains tertiaires (...). On parle le français (en fait le gallo). »

### LeXXesiècle

#### La Belle Époque
Le Journal officiel de la République française du 11 mars 1903 indique qu'une pétition signée par 244 habitants de la commune de Saint-Jacques-de-la-Lande et protestant contre la Loi de 1901 a été remise par Louis Félix Ollivier, député des Côtes-du-Nord, sur le bureau de la Chambre des députés.

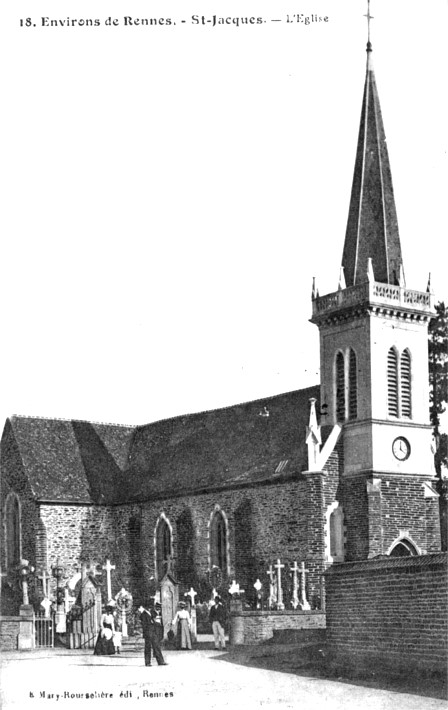
L'église paroissiale Saint-Jacques, entourée du cimetière, au début du XXe siècle (carte postale E. Mary-Rousselière).
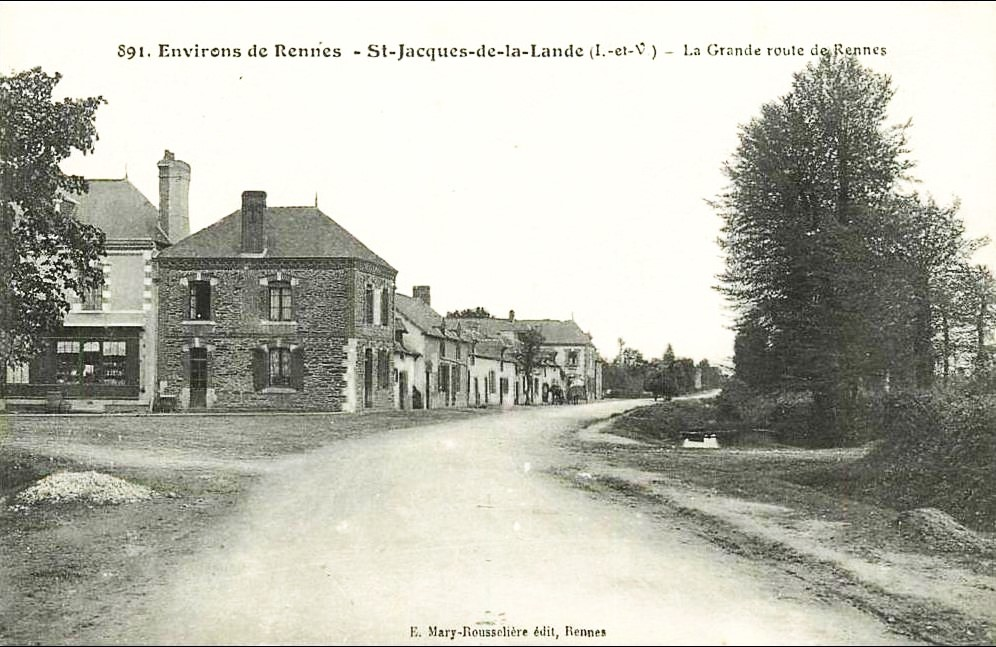
Saint-Jacques-de-la-Lande : la Grande route de Rennes (carte postale E. Mary-Rousselière, vers 1910).
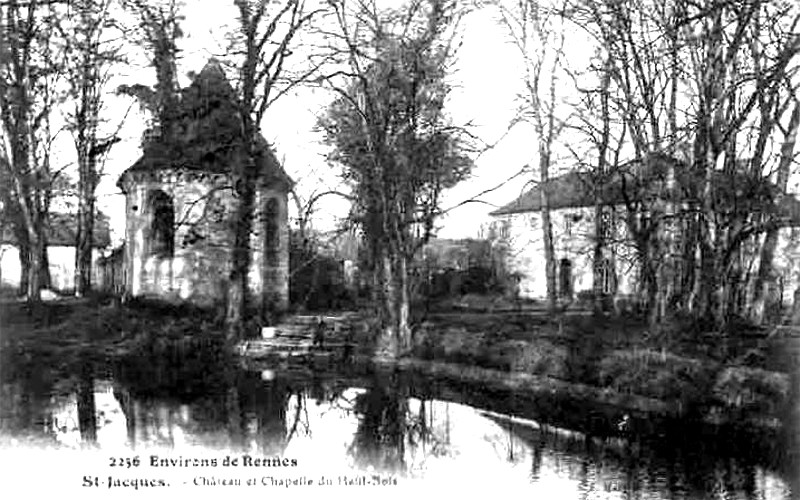
Le château du Haut-Bois et sa chapelle au début du XXe siècle (carte postale).
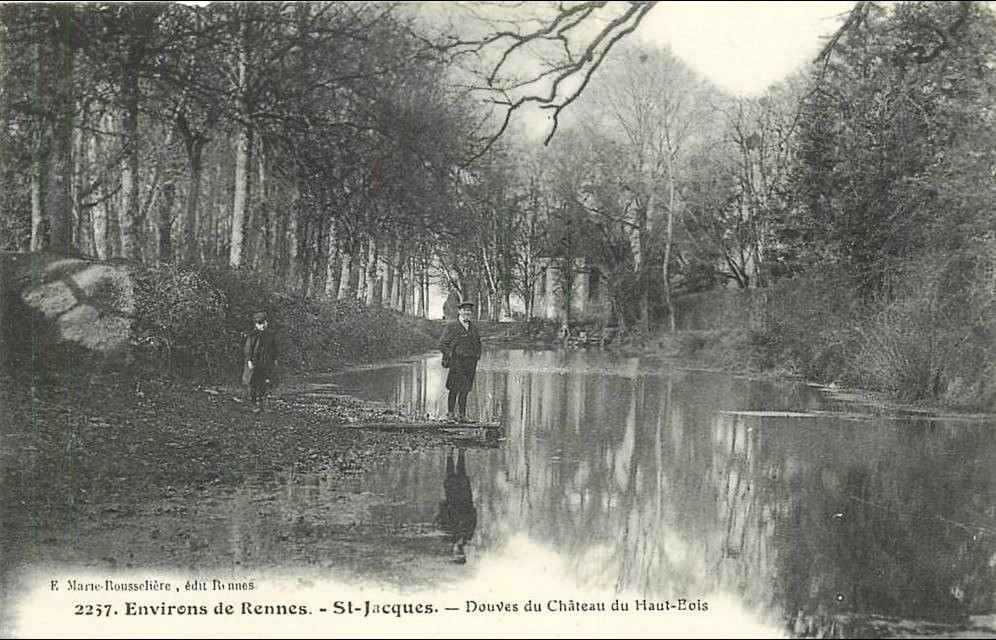
Saint-Jacques-de-la-Lande : les douves du château du Haut-Bois (carte postale E. Mary-Rousselière), vers 1910).
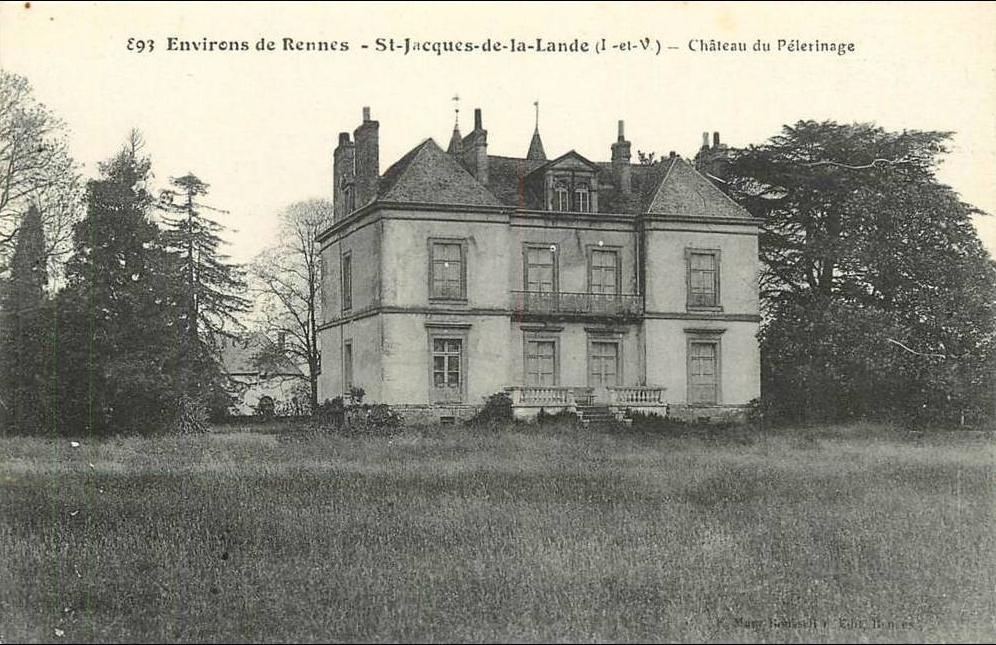
Saint-Jacques-de-la-Lande : le château du Pèlerinage (carte postale, vers 1910).

#### La Première Guerre mondiale

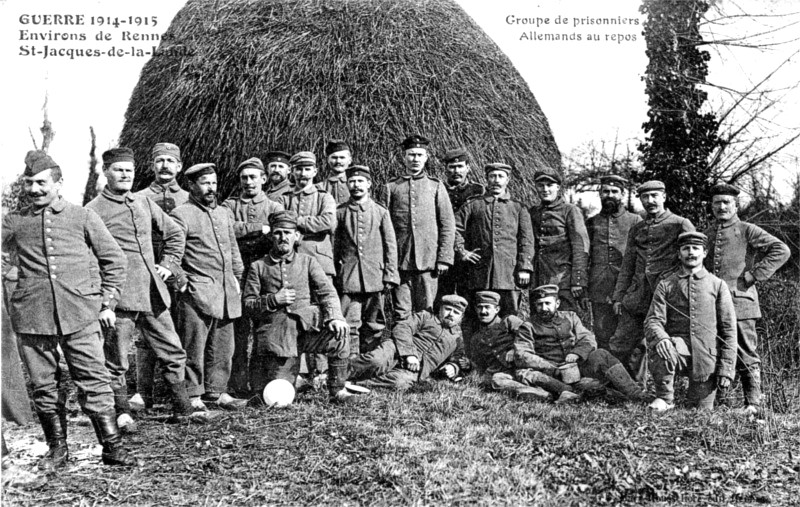
Saint-Jacques-de-la-Lande : groupe de prisonniers de guerre allemands au repos (carte postale).

Pendant la Première Guerre mondiale, pour agrandir l'arsenal de Rennes, 11 hectares sont acquis (portant sa superficie totale sur le site de la Courrouze à 55 hectares) à la Basse-Maltière sur la commune de Saint-Jacques-de-la-Lande pour aménager 13 magasins à poudre afin d'y stocker armes et munitions. L'emprise militaire dens la commune comprend alors la Courrouze, le Polygone, le Camp de Verdun et celui de la Marne). Un camp de prisonniers de guerre allemands est aussi ouvert.
Le monument aux morts de Saint-Jacques-de-la-Lande porte les noms de 54 soldats morts pour la France pendant la Première Guerre mondiale ; parmi eux 3 (Victor Bidan, Julien Dodier et Joseph Lejas) sont
morts en Belgique dès 1914 ; François Limeul le 6 mars 1918 et Armand Cognard le 25 octobre 1918 sont morts alors qu'ils étaient prisonniers en Allemagne ; tous les autres sont morts sur le sol français.

#### L'Entre-deux-guerres
Le monument aux morts est érigé en 1921 près de l'église paroissiale (à l'époque dans le cimetière entourant l'église) par l'architecte départemental Pierre-Jack Laloy ; en granite, il est entouré de quatre obus reliés entre eux par une chaîne.
Le retour de la paix entraînant une moindre activité, une quarantaine d'hectares du site occupé par l'arsenal deviennent inoccupés dans la décennie 1930 notamment à la Maltière et sont loués pour d'autres activités ; des réfugiés espagnols sont accueillis au camp de Verdun.

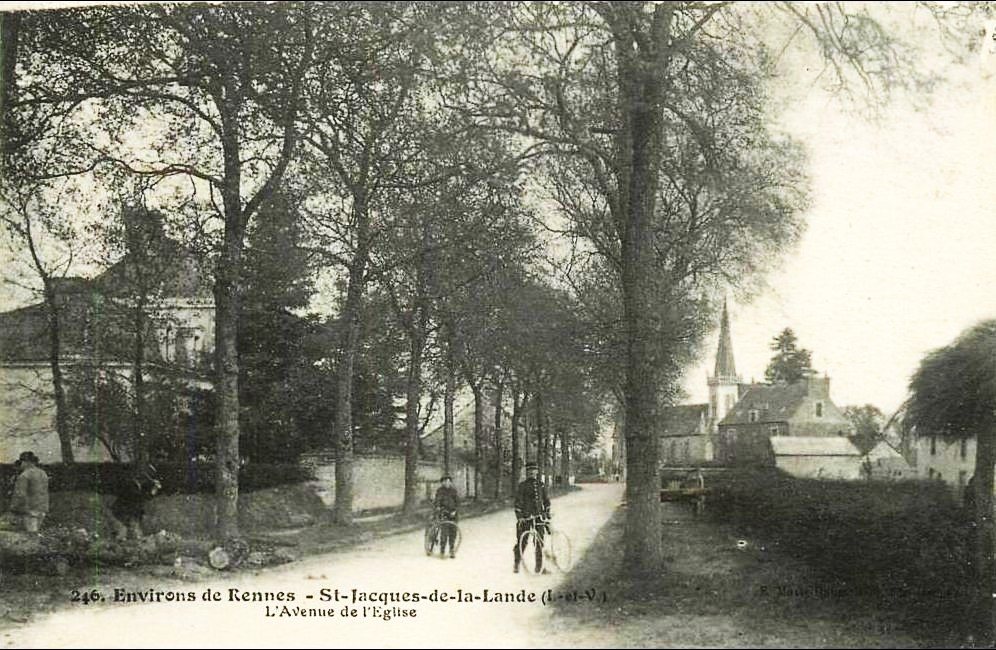
Saint-Jacques-de-la-Lande : l'Avenue de l'Église (carte postale, vers 1920)
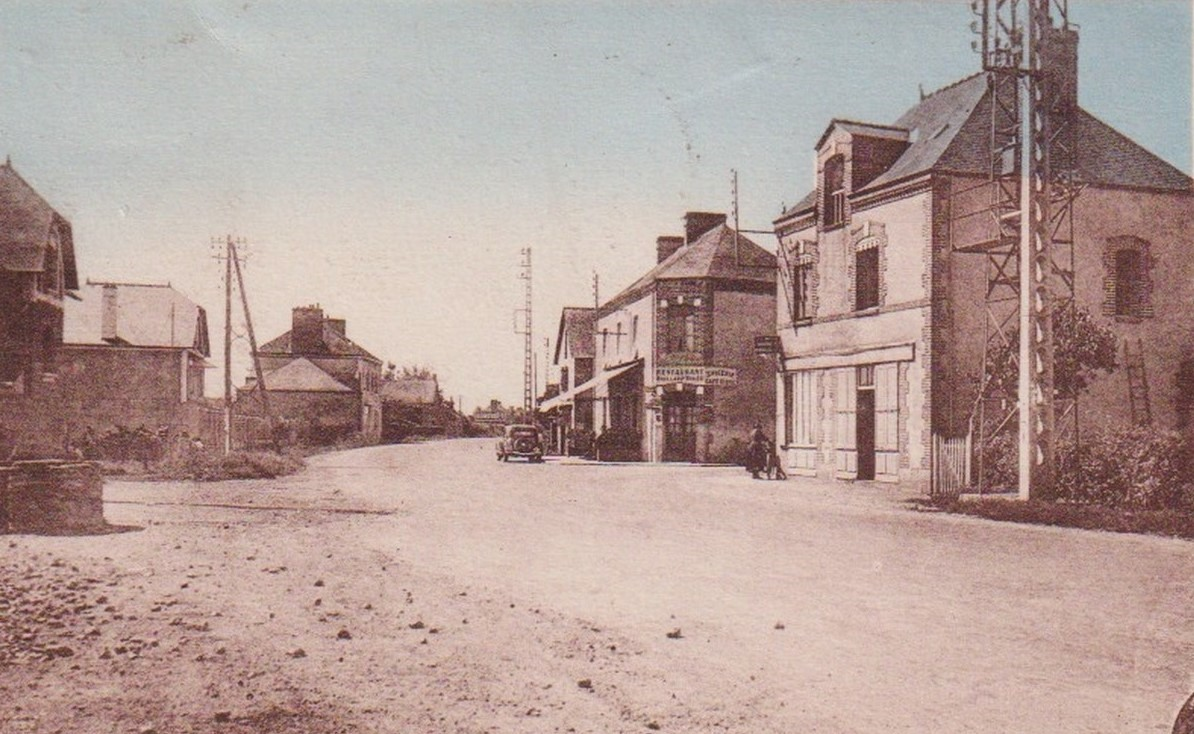
Saint-Jacques-de-la-Lande : la route venant de Pont-Réan (carte postale, vers 1925).

L'aéroport de Rennes-Saint-Jacques est construit en 1932 et inauguré le 28 juillet 1933 en présence du ministre de l'Air, Pierre Cot ; la fête dure trois jours.
En 1934 Saint-Jacques-de-la-Lande est encore une commune essentiellement rurale ( elle n'a encore que 1 812 habitants lors du recensement de 1931) ; sa partie urbaine entre la Route de Nantes et la Route de Redon est embryonnaire et le bourg traditionnel reste le noyau urbain principal. On recense alors 4 bouchers, 2 boulangers, 1 bourrelier, 3 charrons, 10 débitants de boisson, 6 épicerie-merceries, 3 maréchaux, 2 restaurateurs, 1 vendeur de sons et fourrages, 1 bureau de tabac et 1 tailleur, 36 agriculteurs et 2 châtelains au Haut Bois et à Le Maloré.

#### La Seconde Guerre mondiale
Les terrains et bâtiments militaires de la Maltière furent utilisés dès 1940 par les Allemands (qui agrandissent aussi l'emprise de l'aéroport et rasent pour cela une partie du bourg en 1941, détruisant aussi le clocher de l'église) et le stand de tir qui s'y trouvait devint un lieu d'exécution de résistants qui y sont fusillés : Marcel Brossier, dès le 17 juillet 1940, Robert Barbé le 4 octobre 1941, François Clavery, Marcel Boschet et, le 30 décembre 1942 25 résistants ; puis 43 résistants pendant l'année 1943 y sont à leur tour fusillés. En tout la stèle en mémoire des fusillés de la Maltière comprend 83 noms.

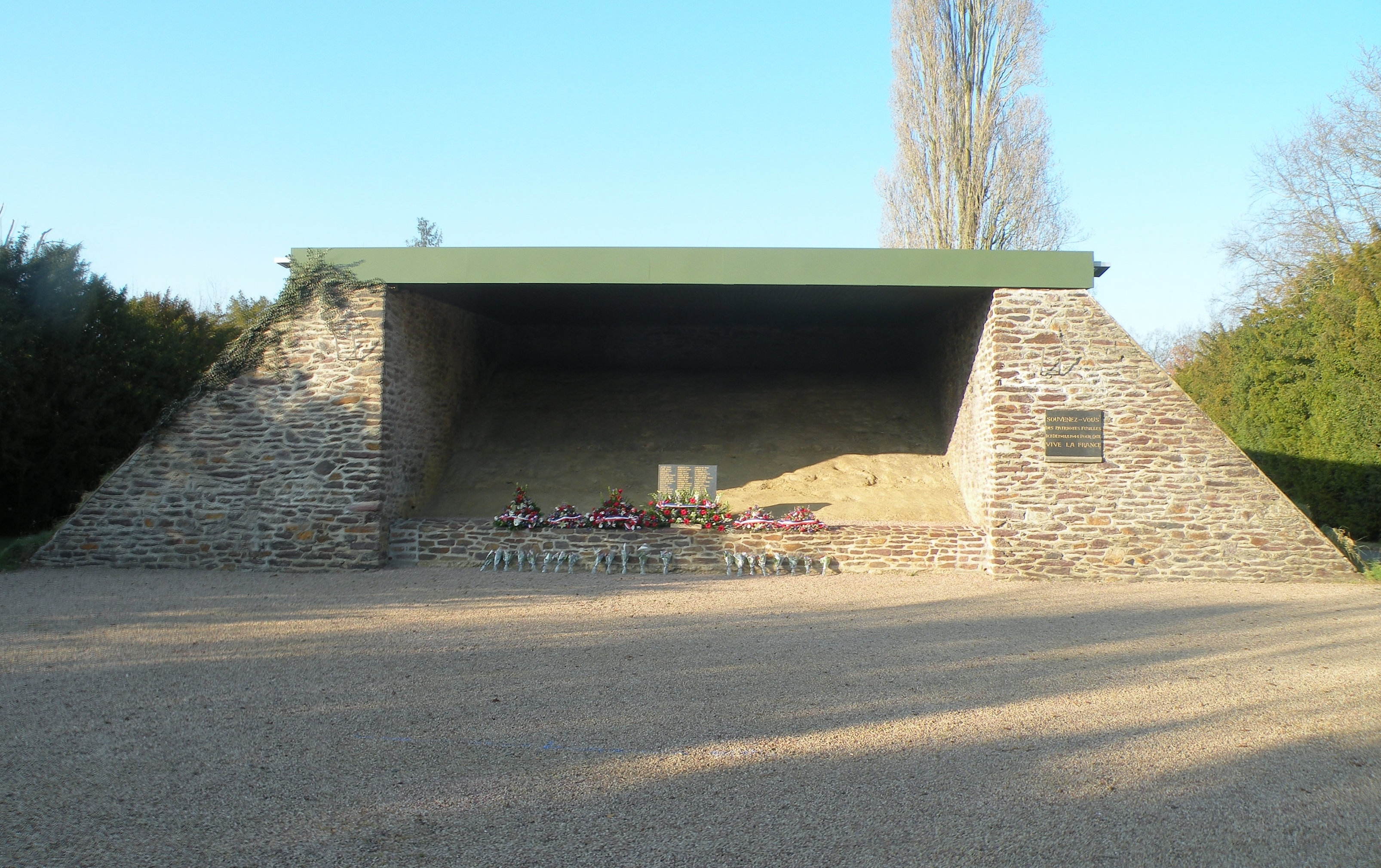
La butte de la Maltière (en tout 110 personnes y ont été fusillées).
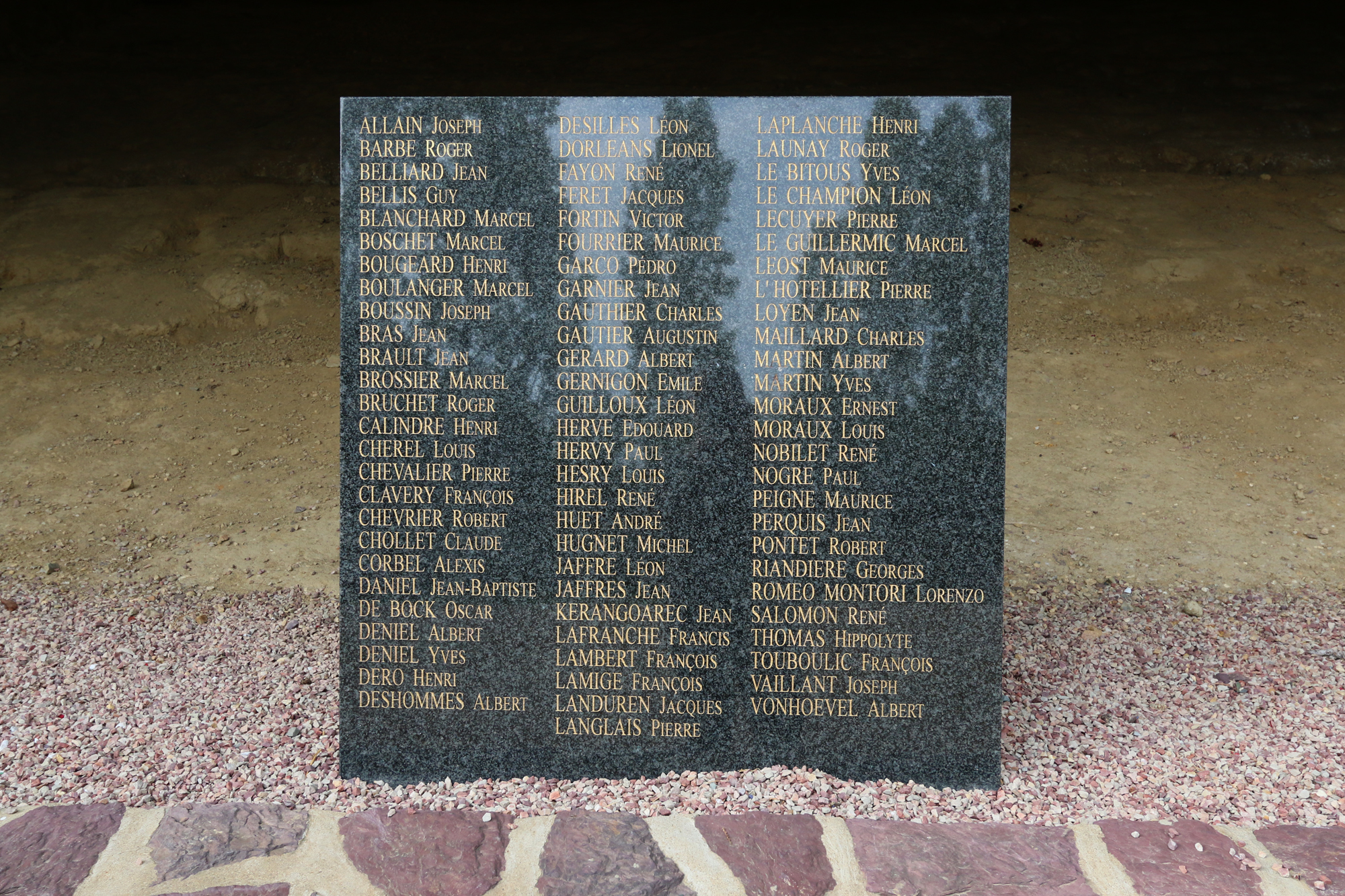
Plaque portant les noms des 83 fusillés.

Le monument aux morts de Saint-Jacques-de-la-Lande porte les noms de 7 personnes originaires de la commune mortes pour la France pendant la Seconde Guerre mondiale ; parmi elles Joseph Jubault est mort au printemps 1940, de même que Louis Talon, qui est mort des suites de ses blessures le 13 mai 1940 à Raucourt et Flaba (Ardennes) pendant la Campagne de France ; Manuel de Souza est mort en 1944 alors qu'il était prisonnier en Allemagne ; Frédéric Benoist, est mort en déportation le 4 janvier 1945 à Wilhelmshafen et Honoré Commeureuc, résistant, est mort en déportation en Allemagne le 13 février 1945 à Sandbostel ; Roger Dodin, arrêté pour diffusion de tracts de propagande communiste, est mort le 1er avril 1945 au camp de concentration de Mauthausen le 1er avril 1945.
La commune de Saint-Jacques a été décorée de la Croix de guerre 1939-1945 avec étoile de bronze et la citation suivante : « En dépit des incessants bombardements dus à la présence d'un camp d'aviation, a supporté ses deuils et ses ruines avec courage et a poursuivi sans faiblir sa résistance. A donné ainsi un réel exemple de foi dans sa destinée et dans celle de la France. ».
Les Allemands incendient de nombreux bâtiments et font sauter les dépôts de munitions lorsqu'ils sont contraints d'abandonner l'Arsenal dans la nuit du 3 au 4 août 1944 et le site est ensuite occupé par les troupes alliées.
La commune subit de nombreuses destructions pendant cette guerre : par exemple le château du Pèlerinage est totalement détruit.
Trois bunkers subsistent et sont des témoignages de l'occupation allemande : le bunker de Saint-Jacques Aéroport, celui du Haut-Bois (un grand bunker de 8 mètres de long et 15 mètres de large, qui abritait le poste de commandement de l'ensemble de la défense aérienne du secteur) et le blockhaus 502.

#### L'après Seconde Guerre mondiale
La commune était aux lendemains de la Seconde Guerre mondiale tellement ravagée qu'il fut un temps envisagé de la faire supprimer, en partageant son territoire entre Rennes et les autres communes voisines.
Depuis les années cinquante, les habitants de Saint-Jacques de la Lande s'appellent les Jacquolandin(e)s.
Dans la décennie 1960 la totalité des activités de l'arsenal de Rennes est concentrée à la Courrouze, le site de Rennes-ville est fermé. Des efforts de diversification des fabrications vers des productions à usage civil (des batteuses, des semoirs, etc..) aboutissent partiellement, mais n'empêchent pas la fermeture complète de l'arsenal en l'an 2000. La décision d'implanter sur une partie du site le CELAR (Centre d'électronique de l'armement) est prise en 1964 ; le reste du site est par la suite en bonne partie urbanisé en raison de l'extension de l'agglomération rennaise (quartier de la Courrouze).

### LeXXIesiècle

#### L'Église de l'Ananatasis
L'église de l'Anastasis (son nom signifie en grec « se lever, ressusciter de la mort ») est la première église bretonne construite au XXIe siècle ;vson architecte est le portugais Àlvaro Siza et est construite totalement en béton. Elle a été inaugurée le 11 février 2018 par Mgr Pierre d'Ornellas, archevêque de Rennes et est située dans le nouveau quartier de la Morinais.

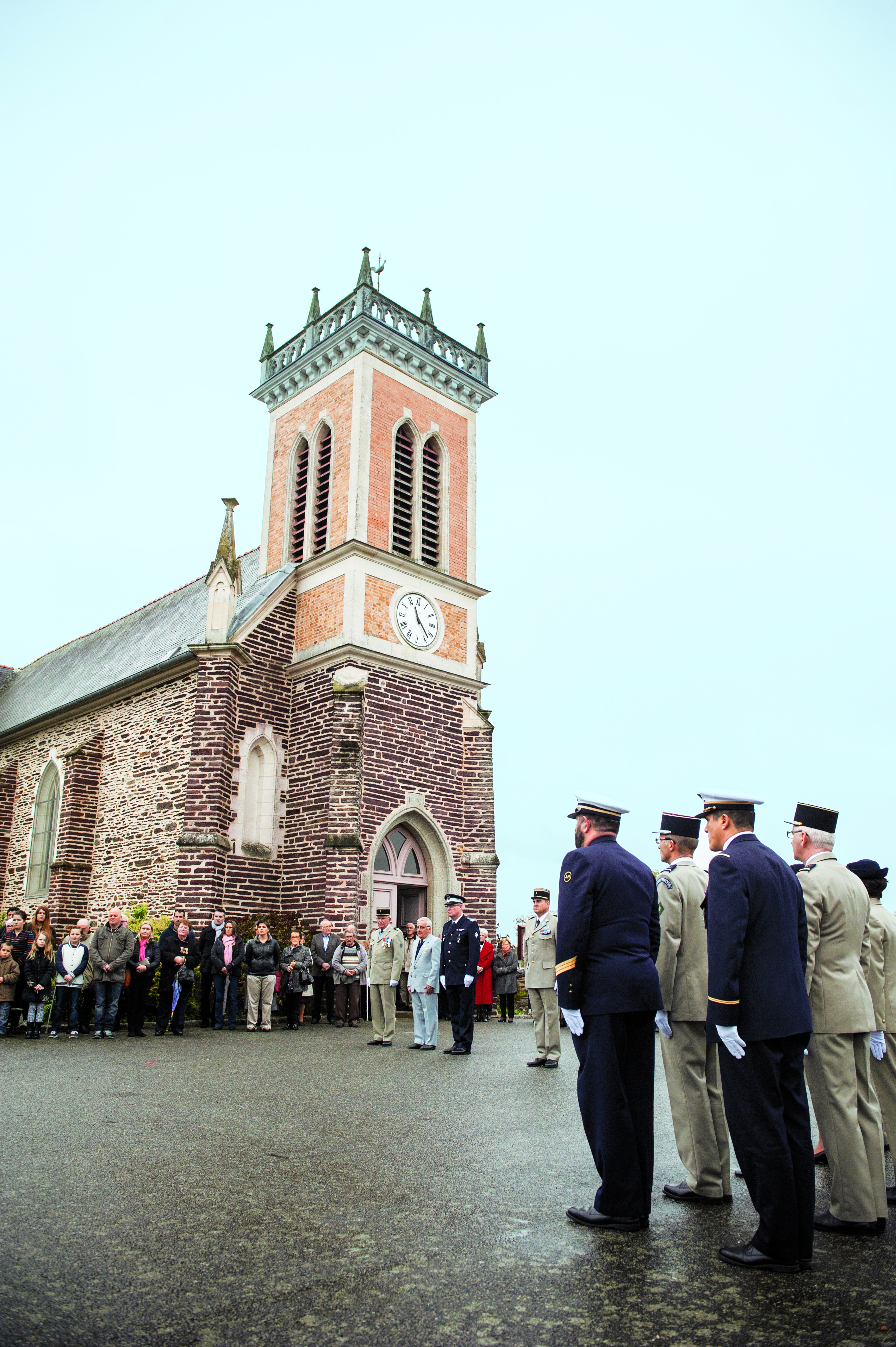
Cérémonie commémorative du 11 novembre 2015.

## Politique et administration

### Rattachements administratifs et électoraux

#### Circonscriptions de rattachement
Saint-Jacques-de-la-Lande appartient à l'arrondissement de Rennes et au canton de Rennes-5, recréé lors du redécoupage cantonal de 2014. Avant cette date, la commune a appartenu aux cantons suivants : Rennes-Sud-Ouest (1833-1973 et 1985-2015) et Rennes-X (1973-1985).
Pour l'élection des députés, la commune fait partie de la huitième circonscription d'Ille-et-Vilaine, représentée depuis juin 2022 par Mickaël Bouloux (PS-NUPES). Sous le Second Empire, elle appartenait à la circonscription de Rennes, sous la IIIe République à la deuxième circonscription de Rennes, de 1958 à 1986 à la 2e circonscription et de 1986 à 2010 à la 1re circonscription (Rennes-Sud).

#### Intercommunalité
La commune appartient à Rennes Métropole depuis sa création le 9 juillet 1970. Saint-Jacques-de-la-Lande faisait alors partie des 27 communes fondatrices du District urbain de l'agglomération rennaise qui a pris sa dénomination actuelle le 1er janvier 2000.
Saint-Jacques-de-la-Lande fait aussi partie du Pays de Rennes.

#### Institutions judiciaires
Sur le plan des institutions judiciaires, la commune relève du tribunal judiciaire (qui a remplacé le tribunal d'instance et le tribunal de grande instance le 1er janvier 2020), du tribunal pour enfants, du conseil de prud'hommes, du tribunal de commerce, de la cour d'appel et du tribunal administratif de Rennes et de la cour administrative d'appel de Nantes.

### Administration municipale
Le nombre d'habitants au dernier recensement étant compris entre 10 000 et 19 999, le nombre de membres du conseil municipal est de 33.
Conseil municipal actuel
Les 33 sièges composant le conseil municipal ont été pourvus le 15 mars 2020 lors du premier tour de scrutin. Actuellement, il est réparti comme suit :

### Liste des maires

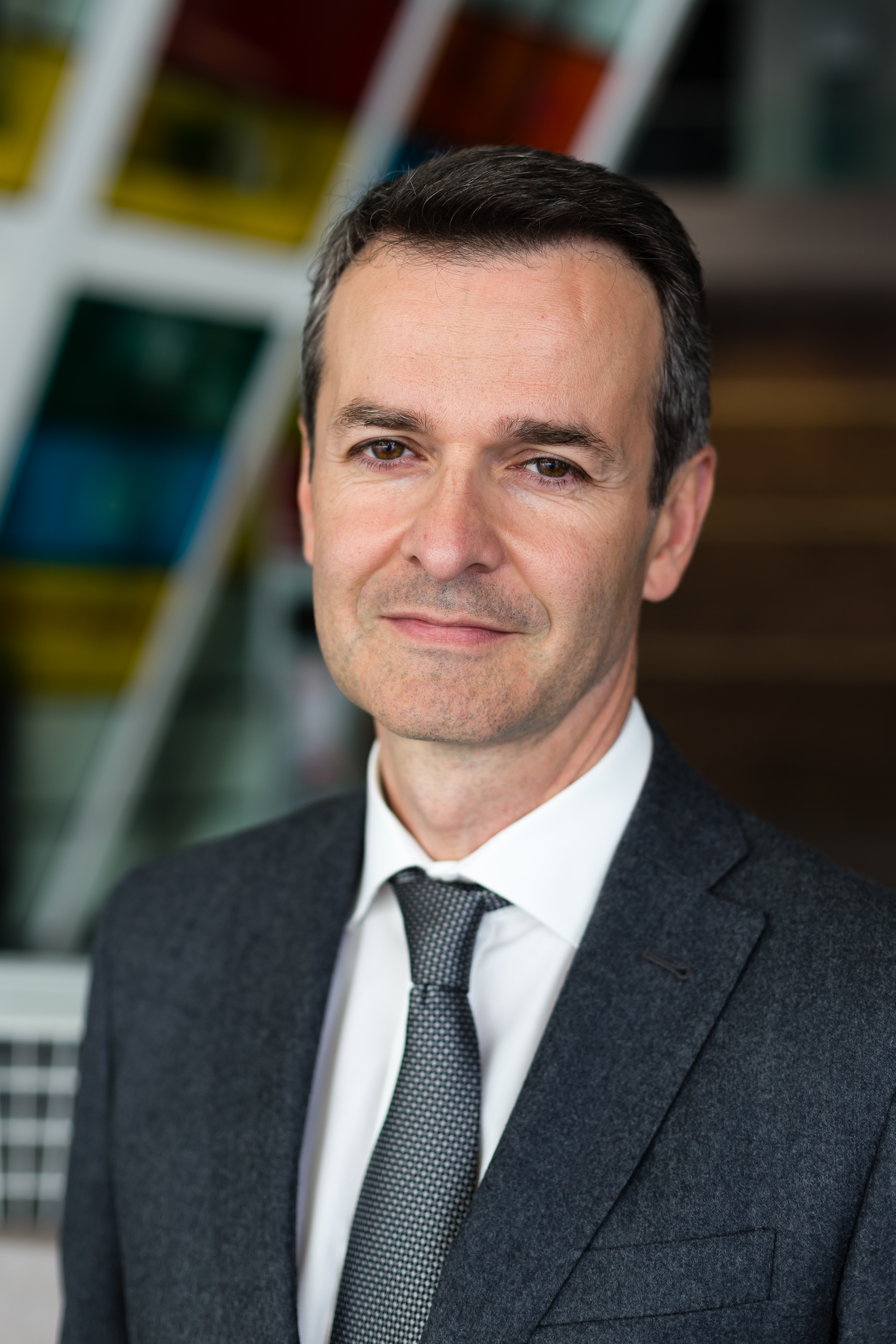
Emmanuel Couet, maire de septembre 2007 à mai 2020.

| Période          | Période                      | Identité                                        | Étiquette    | Qualité |
| ---------------- | ---------------------------- | ----------------------------------------------- | ------------ | --- |
| 11 février 1790  | 21 novembre 1790 (démission) | Alexandre Jean-Baptiste Lelievre du Hautaulnays |              | |
| 21 novembre 1790 | 28 novembre 1791 (démission) | Michel Verger                                   |              | Laboureur. |
| 1793             |                              | François Verger                                 |              | Laboureur. |
| 28 novembre 1791 | 1815                         | Guillaume Tezé                                  |              | Agent municipal |
| 1815             | 10 août 1830 (démission)     | Clément Fortuné Kerlero de Rosbo                | Royaliste    | Propriétaire. Officier de marine. |
| 26 août 1830     | 1831 (démission)             | Joseph-François Hamon                           |              | Pharmacien Nommé maire |
| 30 décembre 1831 | 24 décembre 1852 (démission) | Francois Sindo                                  |              | Nommé maire par arrêté préfectoral |
| 9 janvier 1853   | juin 1868                    | René de Gourden                                 |              | Propriétaire. |
| 8 août 1868      | 7 août 1870                  | Julien Fraleu                                   |              | |
| 5 octobre 1870   | juin 1887                    | Auguste de La Motte du Portal                   |              | Propriétaire terrien. Receveur de l'enregistrement. |
| 28 août 1887     | 20 mai 1888                  | Joseph Demeuré                                  |              | |
| 20 mai 1888      | 1893 (décès)                 | Auguste de La Motte du Portal                   |              | Déjà maire entre 1870 et 1887. |
| 31 décembre 1893 | novembre 1902 (révoqué)      | Joseph Vatar                                    |              | Bznsuier. |
| 9 novembre 1902  | septembre 1923 (décès)       | Hippolyte Vatar                                 | Conservateur | Cousin de Joseph Vatar, maire précédent. Imprimeur Réélu en 1904, 1908, 1912 et 1919                                                                                |
| octobre 1923     | mai 1925                     | Joseph Pichard                                  |              | Maraîcher |
| mai 1925         | mai 1945                     | Francisque Daniel                               | Rad.         | Conseiller d'arrondissement. Instituteur (école privée). |
| mai 1945         | mars 1959                    | Jean Pont                                       | SFIO         | |
| mars 1959        | mars 1971                    | René Vilboux                                    |              | Ancien boucher-traiteur. |
| mars 1971        | mars 1989                    | Georges Cano,                                   | PS           | Menuisier puis technicien du bâtiment puis cadre administratif Conseiller général du canton de Rennes-Sud-Ouest (1985-1994) Chevalier de la Légion d'honneur (1983) |
| mars 1989        | septembre 2007               | Daniel Delaveau                                 | PS           | Journaliste Conseiller général du canton de Rennes-Sud-Ouest (1994-2008) Maire de Rennes et président de Rennes Métropole (2008-2014)                               |
| septembre 2007   | 25 mai 2020                  | Emmanuel Couet                                  | PS           | Président de Rennes Métropole (2014-2020) Conseiller régional de Bretagne (2004-2008)                                                                               |
| 25 mai 2020      | En cours                     | Marie Ducamin                                   | PS           | Professeure d'histoire 5e vice-présidente de Rennes Métropole (2020 → ) Suppléante du député Mickaël Bouloux                                                        |

## Démographie
L'évolution du nombre d'habitants est connue à travers les recensements de la population effectués dans la commune depuis 1793. Pour les communes de plus de 10 000 habitants les recensements ont lieu chaque année à la suite d'une enquête par sondage auprès d'un échantillon d'adresses représentant 8 % de leurs logements, contrairement aux autres communes qui ont un recensement réel tous les cinq ans,.

En 2022, la commune comptait 13 593 habitants, en évolution de +5,23 % par rapport à 2016 (Ille-et-Vilaine : +5,46 %, France hors Mayotte : +2,11 %).
| 1793 | 1800 | 1806 | 1821 | 1831 | 1836 | 1841 | 1846 | 1851 |
| ---- | ---- | ---- | ---- | ---- | ---- | ---- | ---- | ---- |
| 788  | 533  | 731  | 788  | 829  | 714  | 772  | 796  | 907  |

| 1856 | 1861 | 1866 | 1872 | 1876 | 1881  | 1886  | 1891  | 1896  |
| ---- | ---- | ---- | ---- | ---- | ----- | ----- | ----- | ----- |
| 924  | 901  | 917  | 930  | 997  | 1 037 | 1 140 | 1 170 | 1 125 |

| 1901  | 1906  | 1911  | 1921  | 1926  | 1931  | 1936  | 1946  | 1954  |
| ----- | ----- | ----- | ----- | ----- | ----- | ----- | ----- | ----- |
| 1 101 | 1 056 | 1 082 | 1 240 | 1 641 | 1 812 | 2 080 | 2 205 | 3 472 |

| 1962  | 1968  | 1975  | 1982  | 1990  | 1999  | 2006  | 2011   | 2016   |
| ----- | ----- | ----- | ----- | ----- | ----- | ----- | ------ | ------ |
| 4 637 | 6 587 | 6 881 | 6 324 | 6 189 | 7 582 | 9 642 | 10 712 | 12 917 |

| 2021   | 2022   | - | - | - | - | - | - | - |
| ------ | ------ | - | - | - | - | - | - | - |
| 13 656 | 13 593 | - | - | - | - | - | - | - |

## Économie
Saint-Jacques-de-la-Lande possède une zone d'activités dénommée "la Haie des Cognets". Une zone artisanale existe aussi, à l'est de la voie ferrée Rennes-Redon, au nord de l'usine de La Janais, la "zone de Mivoie". La zone de la Courrouze, au nord-ouest, est en partie sur la commune. Parmi les entreprises présentes :
- Groupe Legendre (créé en 1946) : bâtiment neuf, réhabilitation, génie civil, construction métallique et développement immobilier.
- L'atelier de la ligne "B" du métro rennais.

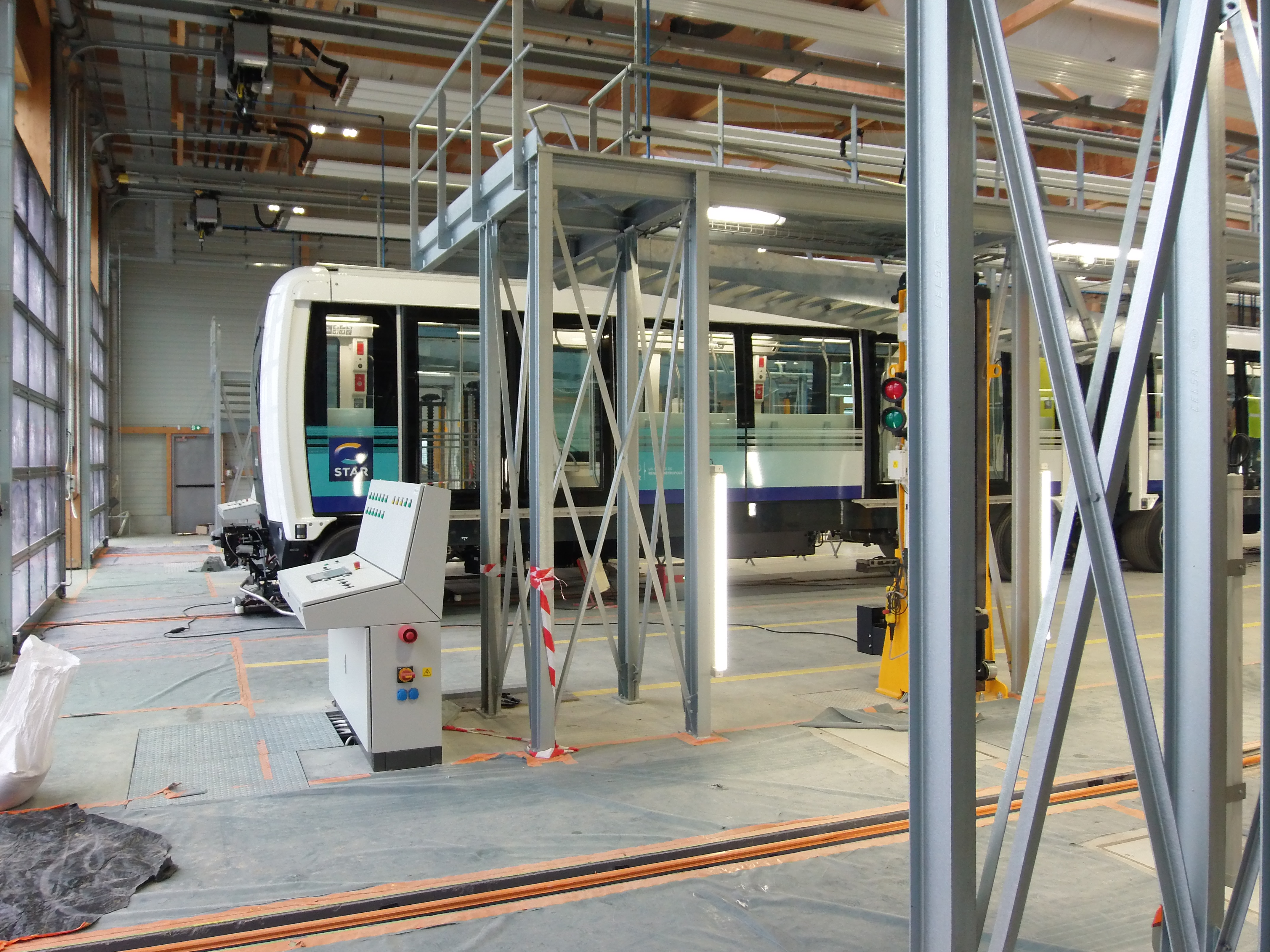
L'atelier de la ligne "B" du métro rennais.

- Le siège du Crédit agricole d'Ille-et-Vilaine à La Courrouze.

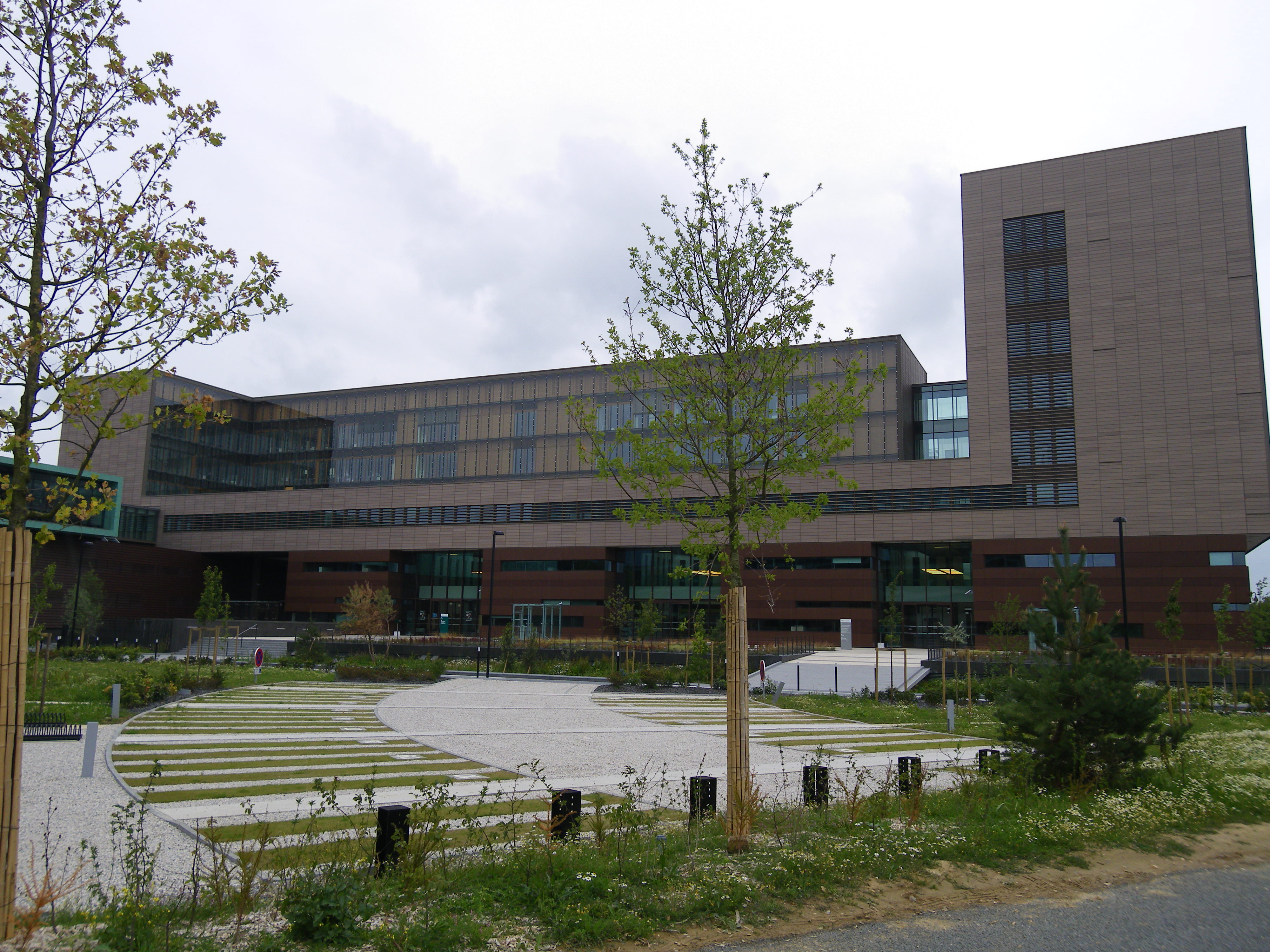
Le siège du Crédit agricole à La Courrouze.

- Le quartier militaire Lyautey abrite le siège de la direction du groupement de soutien de la base de défense de Rennes-Vannes-Coëtquidan.

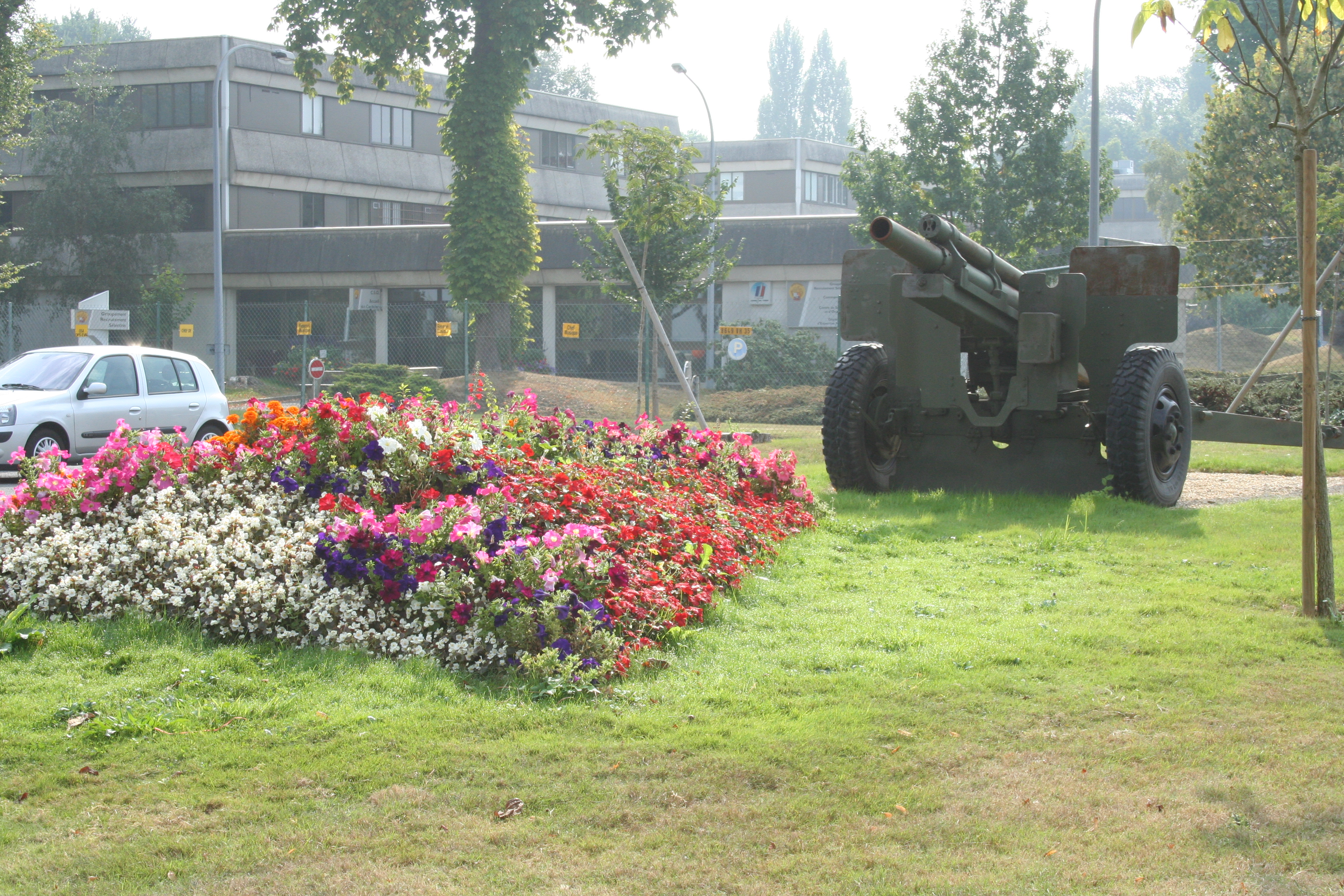
Extérieur du Quartier Lyautey à la Courrouze.

- La 807e compagnie des transmissions, spécialisée dans le combat de cyberdéfense, sous la tutelle de la "division Opérations" du COMSIC (Unité de Commandement des systèmes d'information et de communication de l'armée)[67].

## Activités culturelles et sportives

### Sports
- Basket-ball : Saint Jacques Basket Club

L'association a été créée en 1971 par Flavio Ortis et Daniel Bouet. Les 40 ans ont été fêtés en 2011 avec la mise en place d'un tournoi familial mêlant toutes les catégories d'âge. L'association est adhérente à l'OJS (Office Jacquolandin des Sports), organisme qui permet aux associations de la commune d'avoir une aide sur des points professionnels (travail, juridique, comptabilité, etc.).
- Aéronautique : Aéroclub Rennes Ille-et-Vilaine
- Badminton : Saint Jacques Badminton
- Footing : Saint Jacques Footing
- Karaté : Saint Jacques Karaté Académie
- Cyclisme : Saint Jacques Cyclotourisme
- Musculation : AS Musculation
- Football : AS St Jacques Foot
- Gymnastique : Gymnastique Volontaire Jacquolandine
- Tir à l'arc : Les Archers de la Lande
- Judo : Judo club de St Jacques
- Tai-chi-chuan
- Roller : Les Rouletabille Jacquolandins
- Pétanque : Saint Jacques Pétanque
- Tennis de table : Tennis de table Jacquolandin
- Tennis : Tennis club de St-Jacques
- Tir sportif : CSGR Tir à 10m carabine et pistolet. Arbalète Field.
- Athlétisme : CSGR Athlétisme
- Volley-ball : GLS Volley

## Culture locale et patrimoine

### Lieux et monuments
Il n'y a aucun monument historique protégé à Saint-Jacques-de-la-Lande. On trouve cependant plusieurs édifices inventoriés ; la base Glad du service de l'Inventaire général du patrimoine culturel de la région Bretagne renvoie 311 fiches en résultats.

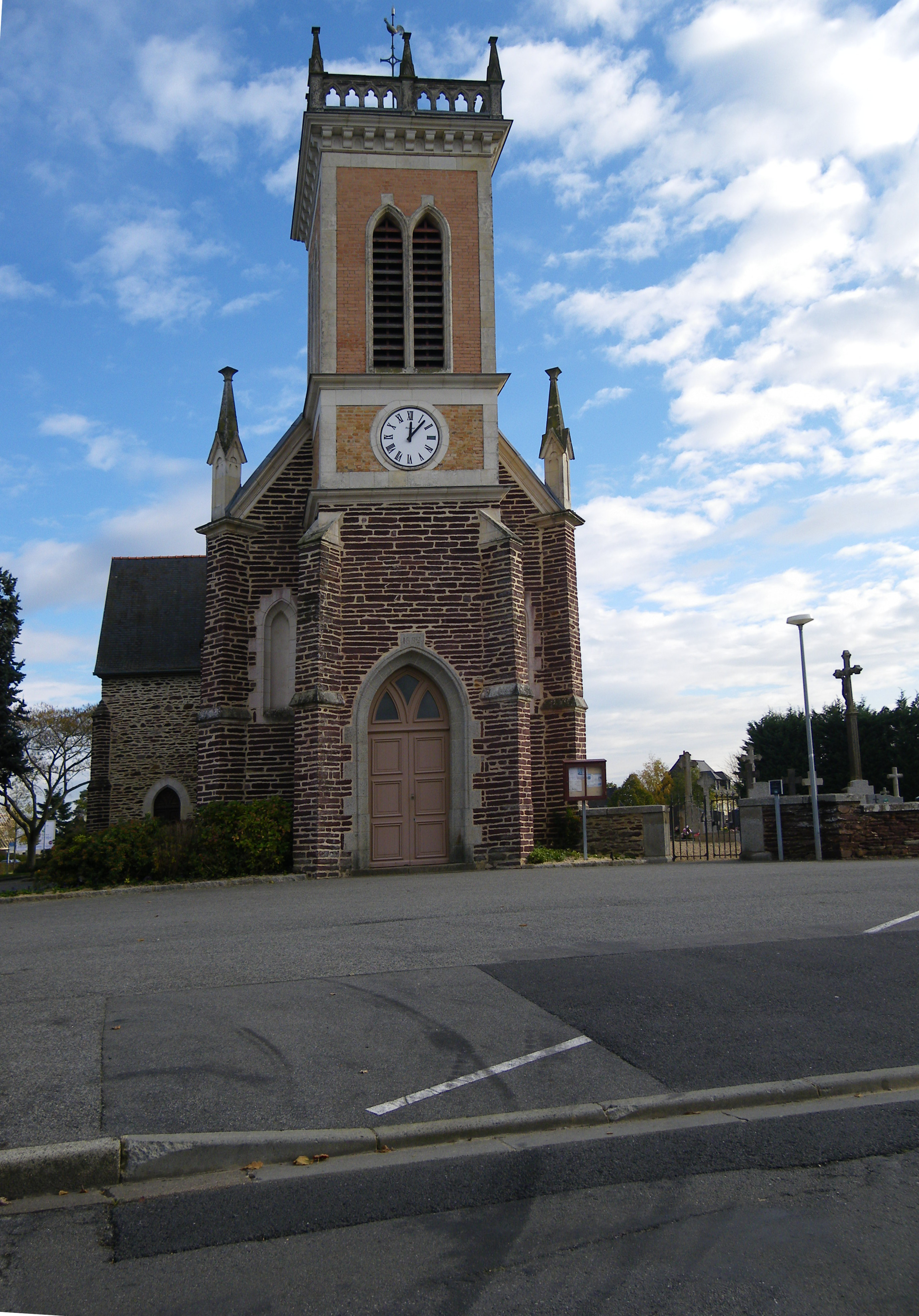
La façade de l'église paroissiale Saint-Jacques.

L'église paroissiale Notre-Dame construite par Jacques Mellet au milieu du XIXe siècle, ; elle est bénie le 20 mai 1852 par Mgr Saint-Marc et est en forme de croix latine et de style néogothique.
Le château du Haut-Bois date du XVIIIe siècle et est de style Louis XIV.

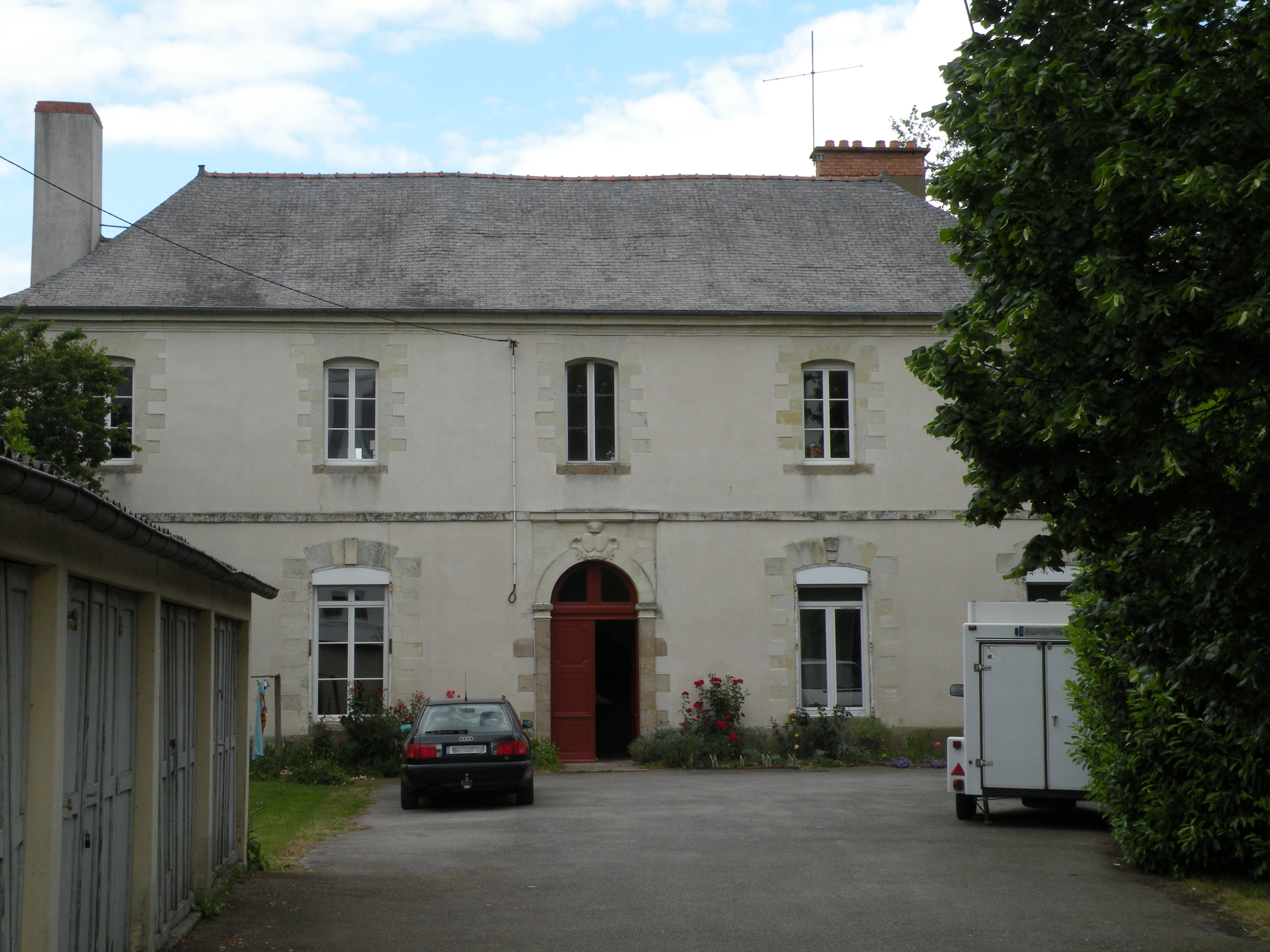
Le château du Haut-Bois.
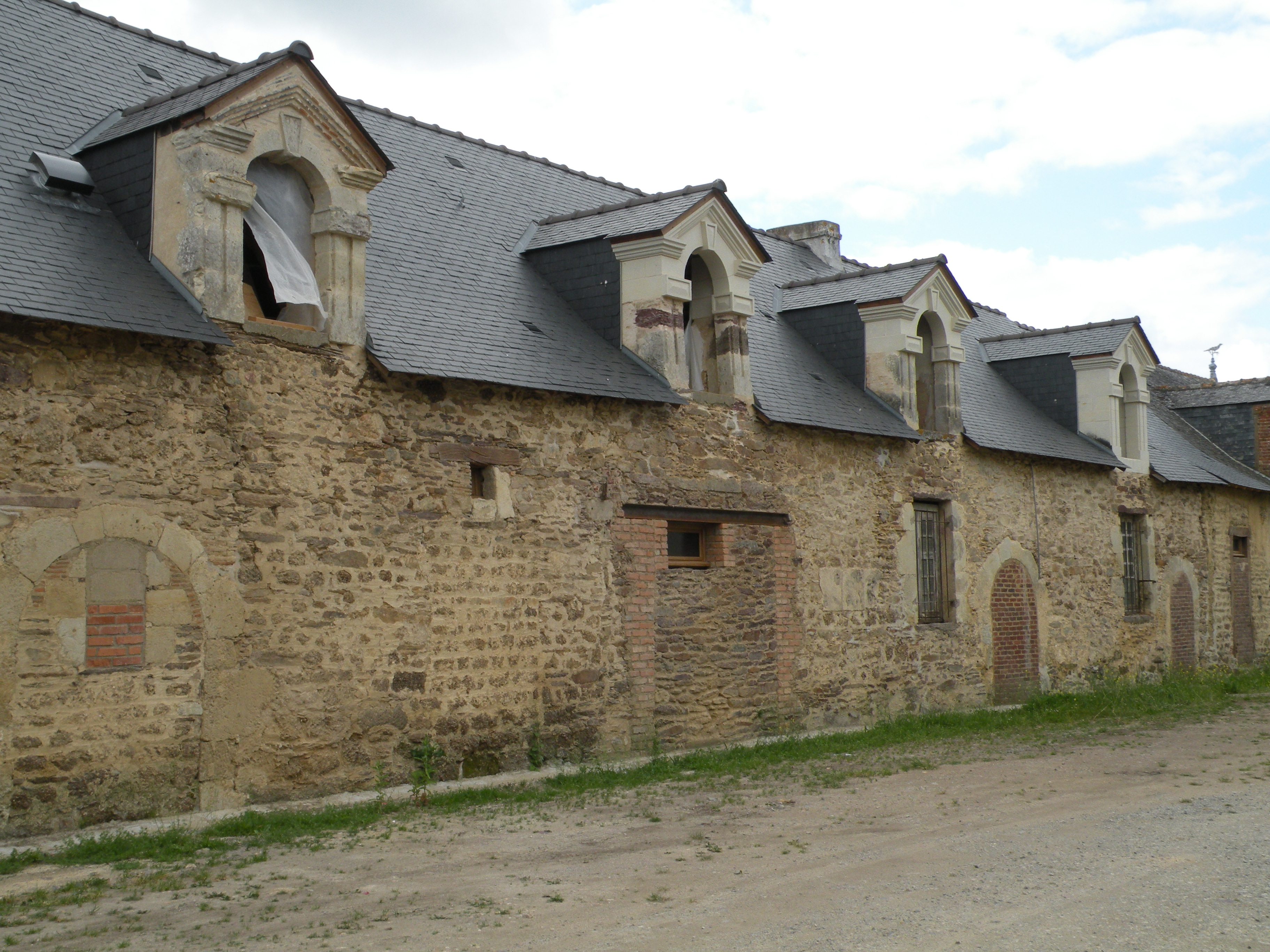
Château du Haut-Bois : les anciennes écuries.

Plusieurs manoirs : le manoir de la Lande (1425) ; ancienne maison de campagne des évêques de Rennes et désormais centre culturel ; le manoir de la Reuzerais (il date du XIXe siècle ; celui de la Piblais (le manoir actuel date du XVIIIe siècle).
Au lieu-dit la Maltière, s'élève une butte qui a été le lieu de 79 exécutions de résistants par l'occupant allemand entre 1940 et 1944. Tous les 30 décembre sont commémorés les 25 résistants communistes fusillés en 1942. En novembre et décembre 2022 a eu lieu une commémoration pour les 80 ans des 25 fusillés du 30 décembre 1942.

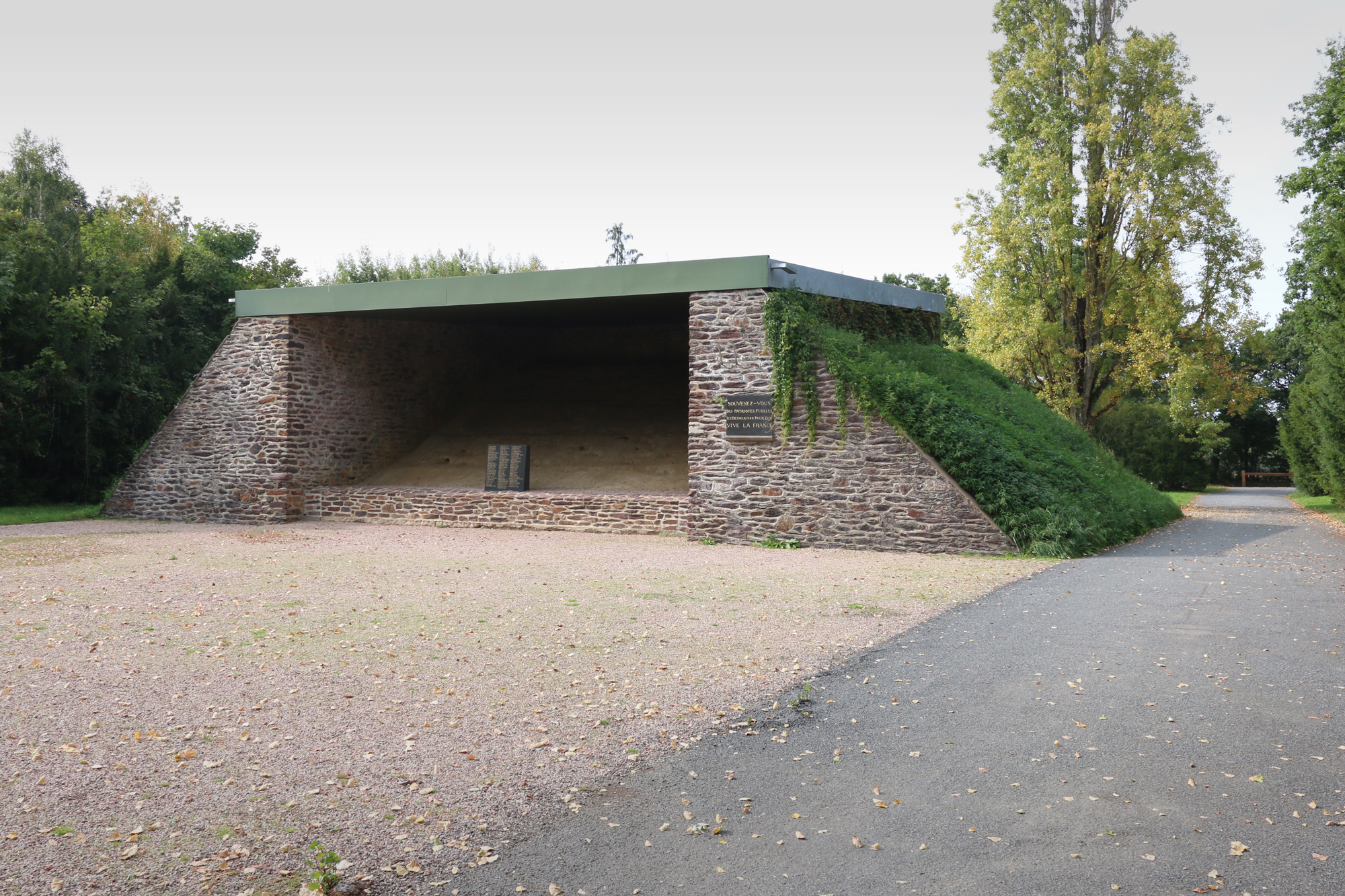
La butte des fusillés de la Maltière.
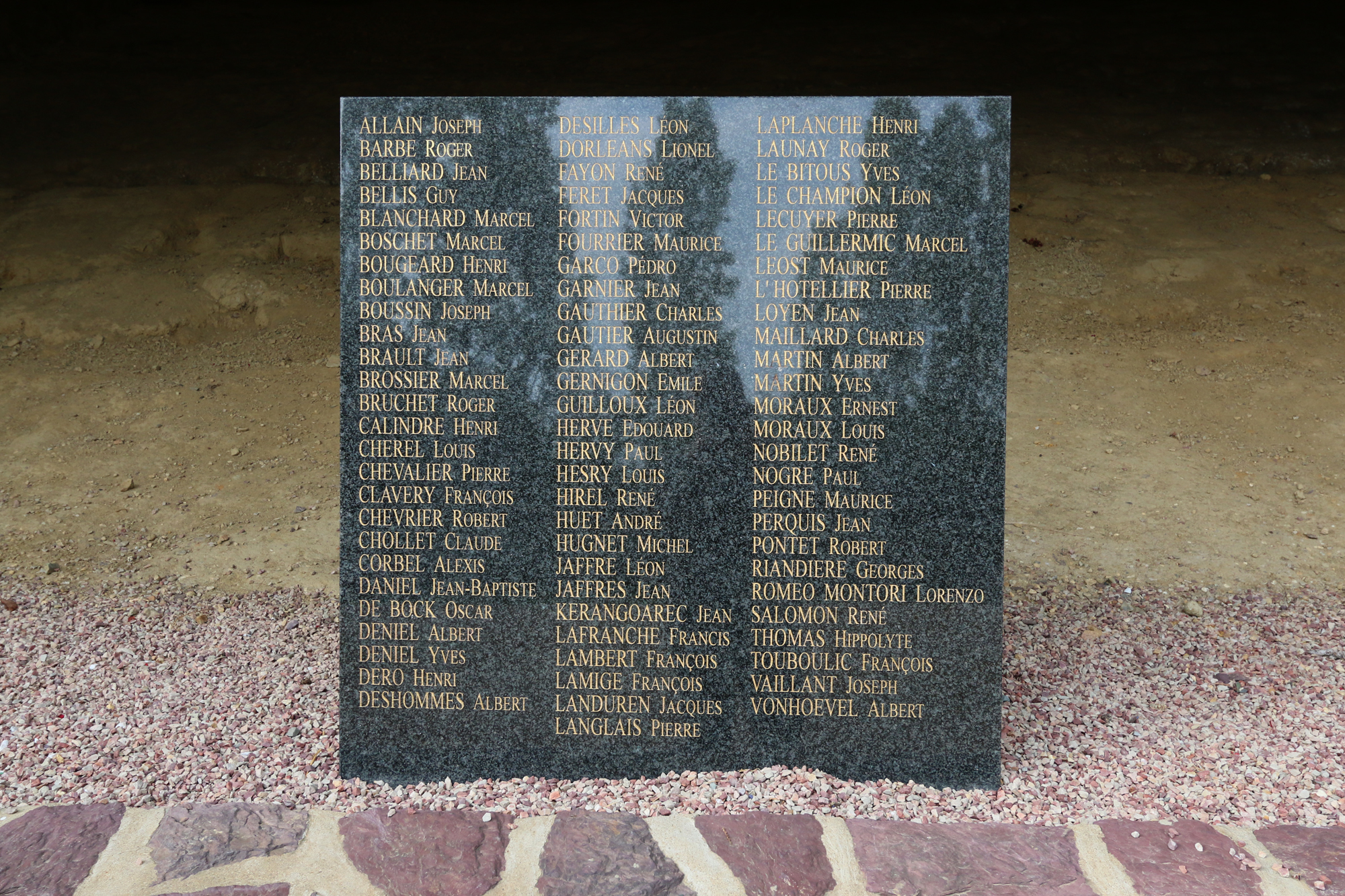
La mémoire des fusillés dans la butte de la Maltière.

En 2007, un centre de rétention administrative a été ouvert sur la commune, à proximité de l'aéroport.
L'église Anastasis (église de la Résurrection) est située dans le quartier de la Morinais. La première pierre a été posée en novembre 2015. Elle est l'œuvre de l'architecte portugais Alvaro Siza. Elle a été consacrée le 11 février 2018. Elle abrite une statue de Vierge à l'Enfant, œuvre du sculpteur Georges Serraz (1883-1964).

### Patrimoine naturel
Le parc de la Morinais suit la vallée du Blosne. Conçu par l'atelier Bruel-Delmar, il a reçu le grand prix national des zones humides en 2012.
Les « gravières du sud de Rennes » est une zone naturelle d'intérêt écologique, faunistique et floristique (ZNIEFF) de 845 hectares situé le long de la Vilaine. C'est une zone humide composée d'eaux douces stagnantes, de prairies humides et de mégaphorbiaies. Elle s'étend également sur les communes voisines.
Dans le cadre du schéma de cohérence territoriale (SCOT), plusieurs zones ont été identifiées comme « milieux naturels d'intérêt écologique » (MNIE) par le Pays de Rennes.

### Personnalités liées à la commune
- Claude Lebrun (1929-2019), professeur de français et créatrice des célèbres histoires du Petit Ours Brun, destinées aux enfants, a vécu les six dernières années de sa vie dans la commune.